# Danh sách quốc lộ Ấn Độ

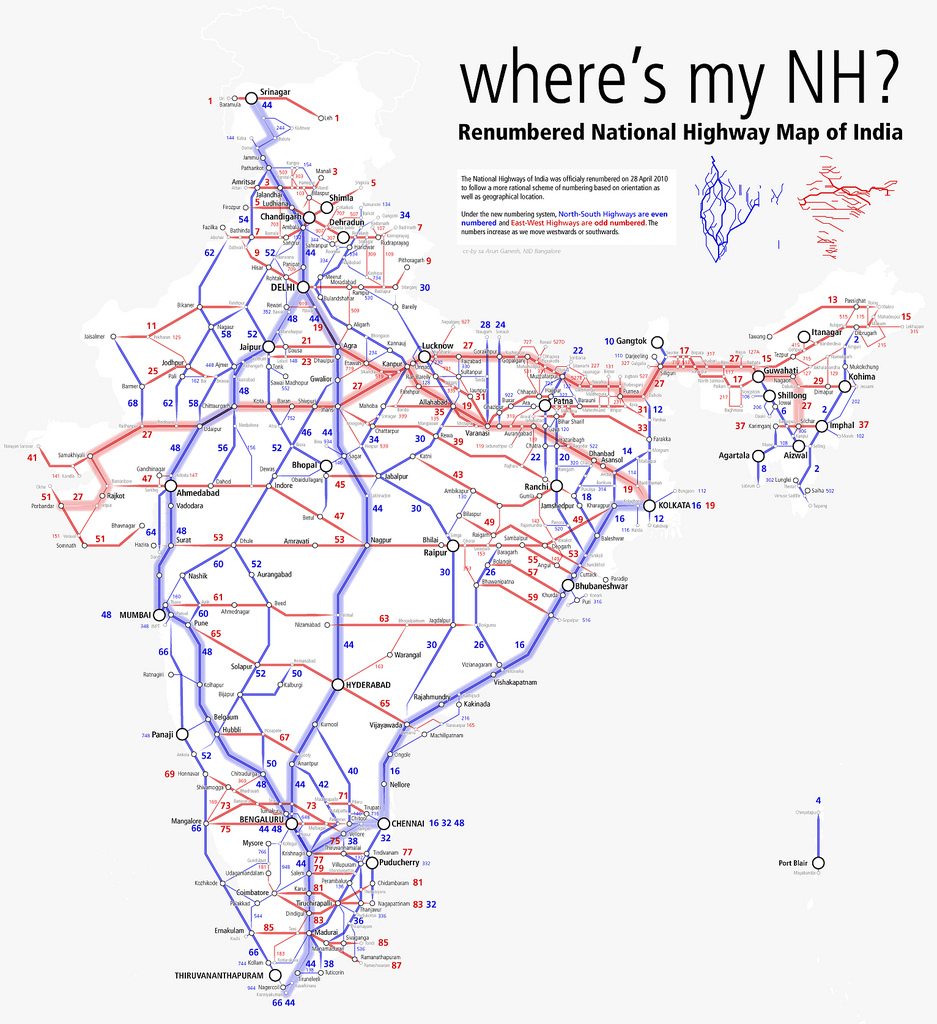
Sơ đồ các tuyến quốc lộ ở Ấn Độ

Ngày 28 tháng 4 năm 2010, chính thức công bố hệ thống đánh số mới cho mạng lưới các tuyến quốc lộ trên Công báo của Chính phủ Ấn Độ. Đây là sơ đồ đánh số có hệ thống dựa trên hướng đi và vị trí địa lý của tuyến đường quốc lộ. Hệ thống đánh số mới này đã được thông qua để đảm bảo sự linh hoạt và thống nhất hơn trong cách đánh số các tuyến quốc lộ hiện có và các tuyến quốc lộ mới.
Theo hệ thống đánh số mới:
- Tất cả các tuyến quốc lộ theo hướng Bắc - Nam được đánh số chẵn và tăng từ phía Đông sang phía Tây.
- Tất cả các tuyến quốc lộ theo hướng Đông -  Tây sẽ được đánh số lẻ tăng dần từ Bắc xuống Nam.
- Tất cả các số hiệu của quốc lộ sẽ có một chữ số hoặc hai chữ số.
- Quốc lộ được đánh số với ba chữ số là các tuyến đường phụ hoặc đường nhánh của các tuyến quốc lộ chính. Số của tuyến phụ được đặt trước số của tuyến quốc lộ chính. Ví dụ: 244, 344,... là các tuyến nhánh của đường quốc lộ 44 chính.
- Các chữ cái A, B, C, D,... được thêm vào sau số của tuyến quốc lộ phụ có ba chữ số để biểu thị các đoạn rẽ hoặc đoạn đường phụ rất nhỏ.

## Danh sách các quốc lộ
| 1  |           | Uri, Baramula, Srinagar, Kargil, Leh | Jammu và Kashmir | 422    | 262    |     |  |
| 1  | 301       | NH1 Kargil, đường Zanskar | Jammu và Kashmir | 228.1  | 141.7  |     |  |
| 1  | 501       | Giao cắt với NH1, Panchtarni, Chandanwari, Pahalgam, Batakut, Martand, NH244 gần Khanabal | Jammu và Kashmir | 51     | 32     |     |  |
| 1  | 701       | NH1 gần Baramulla, Watergam Rafiabad, Kupwara, Tangdhar | Jammu và Kashmir | 130.1  | 80.8   |     |  |
| 1  | 701A      | Điểm đầu giao cắt với NH1 gần Baramula và điểm cuối tại Gulmarg (Bang Jammu và Kashmir) | Jammu và Kashmir | 34.3   | 21.3   |     |  |
| 2  |           | NH15 gần Dibrugarh, Sivasagar, Amguri, Mokokchung, Wokha, Kohima, Imphal, Churachandpur, Seling, Serchhip, Lawngtla, Tuipang | Assam, Nagaland, Manipur, Mizoram | 1,214  | 754    |     |  |
| 2  | 102       | (NH39) NH2 gần Imphal, Moreh | Manipur | 107    | 66     |     |  |
| 2  | 102A      | NH2 gần Tadubi, Paomata, Ukhrul, Phungyar, Kasom Khullen, Kampang, NH102 gần Thengnoupal | Manipur | 353.8  | 219.8  |     |  |
| 2  | 102B      | NH2 gần Churachandpur, Singhat, Sinzawl, Tuivai Road, Myanmar Road, Seling | Manipur, Mizoram | 256.7  | 159.5  |     |  |
| 2  | 102C      | NH102 gần Palel, Chandel | Manipur | 15.8   | 9.8    |     |  |
| 2  | 202       | (NH155) NH2 gần Mokokchung, Tuensang, Sampurre, Meluri, (NH150) Jessami, Ukhrul, NH2 gần Imphal | Nagaland, Manipur | 460    | 290    |     |  |
| 2  | 302       | (NH54A) NH2 gần Therait, Lunglei | Mizoram | 10     | 6.2    |     |  |
| 2  | 502       | (NH54B) NH2 gần Venus Saddle, Saiha | Mizoram | 23     | 14     |     |  |
| 2  | 502A      | Biên giới Lawngtlai, Myanmar (đường Kaladan) | Mizoram | 74.3   | 46.2   |     |  |
| 2  | 702       | NH2 gần Chantongia, Longling, Lonhching, Mon, Lapa, Tizit, Sonari, NH215 gần Sapekhati | Nagaland, Assam | 187.9  | 116.8  |     |  |
| 2  | 702A      | NH2 gần Mokokchung, Zunheboto, Phek, NH29 gần Jessam | Nagaland, Manipur | 169.2  | 105.1  |     |  |
| 2  | 702B      | NH2 gần Longling, NH202 gần Tuensang | Nagaland | 62.7   | 39.0   |     |  |
| 2  | 702C      | NH2 gần Sibasagar, Simalguri, NH702 gần Sonari | Assam | 45.8   | 28.5   |     |  |
| 2  | 702D      | NH2 gần Mokokchung, Mariami, NH715 gần Jorhat | Nagaland, Assam | 101.0  | 62.8   |     |  |
| 3  |           | (NH1) Atari, Amritsar, (NH70) Jalandhar, Hoshiarpur, Naduan, Hamirpur, Toni Devi, Awa Devi, (NH21) Mandi, Kullu, Manali | Punjab, Himachal Pradesh, Jammu and Kashmir | 427    | 265    |     |  |
| 3  | 103       | (NH88) NH3 gần Hamirpur, Bhota, Ghumarwain, NH154 gần Ghaghas | Himachal Pradesh | 58     | 36     |     |  |
| 3  | 103A/344A | NH3 gần Hoshiarpur, Mahalpur, Gurhshankar, Nawanshahr, Balachur, NH205 gần Rupnagar | Punjab | 105.1  | 65.3   |     |  |
| 3  | 303       | (NH20A) NH154 gần Nagrota, (NH88) Daulatur, Ranital, Jawalamukhi, NH3 gần Nadaun | Himachal Pradesh | 70.4   | 43.7   |     |  |
| 3  | 503       | (NH88) Macleodganj, Dharamshala, Mataur, Kangra, (NH20A) Ranital, Dera Gopipur, NH3 gần Mubarakpur, Amb, Una, Dehlan, Anandpur Sahib, Kiratpur, NH205 | Himachal Pradesh, Punjab | 180.2  | 112.0  |     |  |
| 3  | 503A      | NH3 gần Amritsar, Mehta, Sri Hargobindpur, Tanda, Hoshiarpur, NH503 gần Una | Himachal Pradesh, Punjab | 142.4  | 88.5   |     |  |
| 3  | 703       | (NH71) NH44 gần Jalandar, Nakodar, Shahkot, Moga, Badhni, Barnala, Mansa, Jhunir, Sardulgarh NH9 gần Sirsa | Punjab, Haryana | 256    | 159    |     |  |
| 3  | 703A      | NH703A gần Jalandhar, Kapurthala, Sultanpur Lodhi, Pindi, Makhu, mallawala, llwewala, NH354 gần Arifke | Punjab | 101    | 63     |     |  |
| 3  | 703AA     | NH-703A gần Kapurthala nối Gobindwal Sahib và kết thúc ở nút giao với NH-54 gần Taran Taran | Punjab |        |        |     |  |
| 3  | 703B      | Nút giao với NH-703 gần Moga nối Harike và kết thúc ở Khalra, bang Punjab. | Punjab | 75.167 | 46.707 |     |  |
| 4  |           | (NH223) Mayabandar, Port Blair, Chiriyatapu | Andaman & Nicobar | 230    | 140    |     |  |
| 5  |           | (NH95) Firozepur, Moga, Jagraon, Ludhiana, (NH21) Kharar, (NH22) Chandigarh, Kalka, Solan, Shimla, Theog, Narkanda, Kumarsain, Rampur, Chini, Shipkila | Punjab, Chandigarh, Haryana, Himachal Pradesh | 637    | 396    |     |  |
| 5  | 105       | (NH21A) NH5 gần Pinjore, Baddi, Nalagarh, NH205 gần Swarghat | HimachalPunjab, Ấn Độ Pradesh, Punjab, Haryana | 67     | 42     |     |  |
| 5  | 105B      | NH5 gần Dhillon Nagar (Moga), Bagh Purana(NH254), NH54 gần Baja Khana | Punjab | 38.411 | 23.867 |     |  |
| 5  | 205       | (NH21) Kharar Ropar, Swarghat, (NH88) Nauni, Darlaghat, NH5 gần Shimla | Himachal Pradesh, Punjab | 183    | 114    |     |  |
| 5  | 205A      | Kharar, Banur, NH44 gần Tepla | Punjab | 40     | 25     |     |  |
| 5  | 305       | NH5 gần Aut, Banjar, Ani, Luhri, NH5 gần Sainj | Himachal Pradesh | 96.6   | 60.0   |     |  |
| 5  | 505       | NH5 gần Khab Sangam, Chango, Sumdo, Tabo, Attargo, Kaza, Morang, Hanse, Losar, Lachu, Chhota Dhara, NH3 gần Gramphoo | Himachal Pradesh | 282    | 175    |     |  |
| 5  | 505A      | NH5 gần Powari, Reckong Peo, Kalpa | Himachal Pradesh | 20     | 12     |     |  |
| 5  | 705       | NH5 gần Theog, Kotkhai, Jubbal, NH707 gần Hatkoti | Himachal Pradesh | 74     | 46     |     |  |
| 6  |           | (NH40) N 27 near Jorabat, (NH44) Shillong, (NH53) Badarpur, (NH154) Panchgram, (NH54) Kolasib, Kanpui, Aizawl, NH2 gần Seling | Meghalaya, Assam, Mizoram | 518    | 322    |     |  |
| 6  | 106       | (NH44E) Shillong, Nongstoin | Meghalaya | 82     | 51     |     |  |
| 6  | 206       | (NH40) Jowai, Dauki, Mylliem | Meghalaya | 126    | 78     |     |  |
| 6  | 306       | (NH54) Kolasib, Silchar | Assam, Mizoram | 90     | 56     |     |  |
| 6  | 306A      | NH306 gần Saiphai, Zonmun, NH2 gần New Vertek | Mizoram | 60     | 37     |     |  |
| 7  |           | (NH10) Fazilka, (NH15) Abohar, Malaut, (NH64) Bathinda, Barnala, Sangrur, Patiala, Rajpura, (NH73) Panchkula, Raipur Rani, (NH72) Narayangarh, Dhanana, Ponta-Sahib, Dehradun, (NH58) Rishikesh, Devprayag, Rudraprayag, Karnaprayag, Chamoli, Badrinath, Mana | Punjab, Chandigarh, Haryana, Himachal Pradesh, Uttarakhand                                                                                                | 770    | 480    |     |  |
| 7  | 107       | (NH109) Rudraprayag, Guptkashi Phata, Gaurikund | Uttarakhand | 74     | 46     |     |  |
| 7  | 107A      | NH7 gần Chamoli, Gopeshwar, Okhimath, NH107 gần Baramwari | Uttarakhand | 85     | 53     |     |  |
| 7  | 307       | (NH72A) Dehradun, Mohand, Biharigarh, Chhutmalpur | Uttarakhand, Uttar Pradesh | 46     | 29     |     |  |
| 7  | 507       | (NH123) Harbatpur, Vikasnagar, Kalsi, Barkot | Uttarakhand | 109    | 68     |     |  |
| 7  | 707       | (NH72B) Paonta Sahib, Rajban, Shillai, Minas, Minus-Tiuni, Hatkoti | Himachal Pradesh, Uttarakhand | 151    | 94     |     |  |
| 7  | 707A      | NH707 gần Tiuni, Chakrata, Bhediyana, Mussoorie, New Tihri, NH7 near Srinagar | Uttarakhand | 315    | 196    |     |  |
| 7  | 907       | (NH73A) Paonta Sahib, Darpur, Ledi, Mustafabad, Jagadhri, Yamuna Nagar | Himachal Pradesh, Uttarakhand, Haryana | 60     | 37     |     |  |
| 7  | 907A      | NH7 gần Nahan Banethi, Sarahan, NH5 gần Kumarhatti | Himachal Pradesh | 78.3   | 48.7   |     |  |
| 7  | 907G      | NH907 gần Jagadhri, Jaroda, Budheri, Bherthal, Mahmoodpur, Salempur Banger, Bilaspur | Haryana | 14.8   | 9.2    |     |  |
| 8  |           | (NH44) Karimganj, Patharkandi, Churaibari, Ambasa, Teliamura, Agartala, Udaipur, Sabrum Indo | Assam, Tripura | 371    | 231    |     |  |
| 8  | 108       | (NH44A) Namu, Mamit, Lengpui, Sairang, Aizawl | Tripura, Mizoram | 193    | 120    |     |  |
| 8  | 108A      | NH8 gần Jolaibari, Belonia, biên giới Ấn Độ–Bangladesh | Tripura | 23     | 14     |     |  |
| 8  | 108B      | NH8 gần Agartala, NH 208 gần Khowai | Tripura | 55     | 34     |     |  |
| 8  | 208       | NH8 gần Kumarghat, Kailashahar, Khowai, NH8 gần Teliamura | Tripura | 158    | 98     |     |  |
| 8  | 208A      | NH 208 gần Kailashahar, Dharmanagar, Kadamtala, Premtola, Kurti RCC, Kathaltali, Kukital, NH8 gần Chand Khera | Tripura, Assam | 79     | 49     |     |  |
| 9  |           | (NH10) Malaut, Dabwali, Sirsa, Fatehabad, Hisar, Hansi, Rohtak, Bahadurgarh, (NH24) Delhi, Ghaziabad, Moradabad, (NH87) Rampur, Bilaspur, (NH74) Rudrapur, (NH125) Sitarganj-Khatima, Tanakpur, Pithoragarh, Ogla và kết thúc ở Askot | Punjab, Haryana, Delhi, Uttar Pradesh, Uttarakhand | 811    | 504    |     |  |
| 9  | 109       | (NH87) Rudrapur, Haldwani, Nainital, Bhowali, Almora, Ranikhet, Dwarahat, Chaukhutiya, Gairsain, Aadibadri, Karnaprayag | Uttarakhand | 284    | 176    |     |  |
| 9  | 109D      | NH-9 ở Km 40.00 gần cầu Jagbuda và kết thúc ở cột mốc số 802/11 tại biên giới Ấn Độ–Nepal | Uttarakhand |        |        |     |  |
| 9  | 309       | (NH74) Rudrapur, (NH121) Kashipur, Ramnagar, Dhumakot, Thalisain, Tripalisan, (NH119) Bubakhal, Pauri, Srinagar | Uttarakhand, Uttar Pradesh | 287    | 178    |     |  |
| 9  | 309A      | NH9 gần Rameshwar, Gangolihat, Berinag, Chaukori, Kanda, Bagheshwar, Takula, Almora | Uttarakhand | 126    | 78     |     |  |
| 9  | 309B      | NH109 gần Almora, NH9 gần Rameshwar | Uttarakhand | 82     | 51     |     |  |
| 9  | 509       | (NH93) NH9 gần Moradabad, Chandausi, Babrala, Aligarh, NH19 gần Agra | Uttar Pradesh | 239    | 149    |     |  |
| 9  | 709       | (NH71A) Rajgarh, Pilani, Bhiwani, Rohtak, Gohana, Panipat | Rajasthan, Haryana | 248    | 154    |     |  |
| 9  | 709A      | (NH709) gần Bhiwani, Mundal, Jind, Karnal, Shamli, Budhana, Meerut | Haryana, Uttar Pradesh | 264    | 164    |     |  |
| 9  | 709AD     | (NH709B) gần Panipat, Shamli, Muzaffarnagar, Bijnor, Nagina | Haryana, Uttar Pradesh | 170    | 110    |     |  |
| 9  | 709B      | (NH709A) gần Baghpat, Baraut, Shamli, Thanabhawan, Saharanpur | Delhi, Uttar Pradesh | 155    | 96     |     |  |
| 9  | 709EXT    | Rohtak, Bhiwani, Lohani, Loharu, Pilani, NH52 near Rajgarh | Haryana | 169.6  | 105.4  |     |  |
| 10 |           | (NH31) Siliguri, (NH31A) Sivok, Kalimpong, Gangtok, (NH310) | Sikkim, West Bengal | 174    | 108    |     |  |
| 10 | 110       | (NH55) Siliguri, Kurseong, Darjeeling | West Bengal | 76     | 47     |     |  |
| 10 | 310       | NH10 gần Gangtok, Burduk, Menla, Nathula | |        |        |     |  |
| 10 | 310A      | NH310 tại điểm ngắm cảnh Tashi View, Phodang, Mangan | |        |        |     |  |
| 10 | 510       | NH10 gần Singtham, Damthang, Legship, Geyzing | |        |        |     |  |
| 10 | 710       | NH10 gần Melli, Manpur, Namchi, Damthang | |        |        |     |  |
| 11 |           | (NH15) Jaisalmer, Pokaran, (NH11) Bikaner, Sri Dungargarh, Ratangarh, Fatehpur | Rajasthan | 495    | 308    |     |  |
| 11 | 311       | NH11 gần Singhana, Khetri Nagar, Jasrapur, Nangli, Saledisingh, Bhatiwar, Chhawasari, Titanwara | | 41.4   | 25.7   |     |  |
| 11 | 911       | NH11 gần Bap, Naukh, Bikampur, Charanwala, Ranjitpura, Goru (Godu), Jaggasar, Dantour, Pugal, Sattasar, Chhattargarh, Rojhri, Gharsana, Anupgarh, Raisinghnagar, Gajsinghpur, Padampur, Sadhuwali(Sri Ganganagar) gần NH62 | Rajasthan | 440    | 270    |     |  |
| 11 | 911A      | NH-911 gần Poogal nối Alladin ka Hera và kết thúc ở Khajuwala (Beriyanwala) | Rajasthan | 30.81  | 19.14  |     |  |
| 12 |           | (NH34) Dalkola, Raiganj, Gazole, Maldah, Farakka, Morgram, Baharampur, Krishananagar, Ranaghat, Barasat, (NH117) Kolkata, Kakdwip, Bok-Khali | West Bengal | 612    | 380    |     |  |
| 12 | 112       | (NH35) Barasat, Gaighata, Bangaon | West Bengal | 59     | 37     |     |  |
| 12 | 312       | NH12 gần Jangipur, Omarpur, Murshidabad, Chunakhali, Jalangi, Karimpur, Tehatta, Krishangar, Hanskhali, Duttaphulia, Helencha, Bongoan, Panchpota, Berigopalpur Ghat, Ichamati, Tarnipur Ghat, Swarupnagar, Basirhat (Ghojadanga) | | 320.1  | 198.9  |     |  |
| 12 | 512       | NH12 gần Gazole, Daulatpur, Bansihari, Gangarampur, Harsura, Balurghat, Hilli gần biên giới Ấn Độ–Bangladesh | West Bengal | 96     | 60     |     |  |
| 13 |           | (NH229) Tawang, Jang, Sela Lake, Baisakhi, Senge, Mohan Camp, Dirang, Dangsing, Bomdila, Tenga Valley, Kimi, Palizi, Seppa, Sagalee, Midpu, Hoz, Yazali, Ziro Town, Daporijo, Bam, Along, Biru, Pangin, Pasighat (NH-52). | Arunachal Pradesh, Assam | 1,150  | 710    |     |  |
| 13 | 113       | NH13 gần Hawacamp, Hayuliang, Hawai | Arunachal Pradesh | 165    | 103    |     |  |
| 13 | 313       | NH13 gần Meka, Anini | Arunachal Pradesh | 235    | 146    |     |  |
| 13 | 513       | NH13 gần Passighat, Mariyang, Yingkiong | Arunachal Pradesh | 140    | 87     |     |  |
| 13 | 713       | NH13 gần Joram, Palin, Sangram, Koloriang | Arunachal Pradesh | 158    | 98     |     |  |
| 13 | 713A      | NH13 gần Hoj, Yupia, NH415 gần Nahurlagun | Arunachal Pradesh | 35     | 22     |     |  |
| 14 |           | (NH60) Morgram, Rampur Hat, Siuri, Raniganj, (NH60A) Bankura, Garhbeta, Salbani, Kharagpur | West Bengal | 306    | 190    |     |  |
| 14 | 114       | (NH2B) Mallarpur, Mayureswar, Prantik, (NH2B) Bolpur, Bhedia, Guskhara, Talit, Barddhaman | West Bengal | 109    | 68     |     |  |
| 14 | 114A      | NH19 gần Dumri, Giridih, Madhupur Sarath, Deoghar, Choupa More, Jarmundi, Jamua, Lakrapahari, Dumka, Shikaripara, Sunrichua, NH14 gần Rampurhat | |        |        |     |  |
| 14 | 314       | (NH60A) Bankura, Puruliya | West Bengal | 87     | 54     |     |  |
| 15 |           | (NH52) Baihata-Charali, Mangaldai, Dhekiajui, Tezpur, Banderdeva, North Lakhimpur, (NH52B) Kulajan, (NH37) Dibrugarh, Tinsukia, (NH52) Rupai, Mahadevpur, Wakro | Assam, Arunachal Pradesh | 664    | 413    |     |  |
| 15 | 115       | (NH37) Dum Duma, Saikhoaghat, Kundil Bazar, Roing | Assam | 64     | 40     |     |  |
| 15 | 215       | (NH52B) Mahadevpur, Namchik, Changlang, Khonsa, Kanubari, Dibrugarh | Assam |        |        |     |  |
| 15 | 315       | (NH153) Makum, Ledo, Lekhapani, border | Assam | 111    | 69     |     |  |
| 15 | 315A      | NH215 gần Khonsa, Hukanjuri, Nahorkatia, NH15 gần Tinsukia | Arunachal Pradesh, Assam | 158    | 98     |     |  |
| 15 | 415       | (NH52A) Ghopur, Itanagar, Daimukh, Banderdeva | Assam, Arunachal Pradesh | 59     | 37     |     |  |
| 15 | 515       | (NH52) Kulajan, Jonai, Pasighat | Assam, Arunachal Pradesh | 111    | 69     |     |  |
| 15 | 715       | (NH37A) Tejpur, (NH37) Kaliabor, Jakhalabandha, Bokakhat, Jorhat, Jhanji | Assam | 197    | 122    |     |  |
| 15 | 715A      | NH27 gần Nakhola, Jagiroad, Marigaon, Kaupati, Rowta, Udalguri, Khoirabari, biên giới Ấn Độ–Bhutan | |        |        |     |  |
| 16 |           | (NH6) Kolkata, (NH60) Kharagpur, (NH5) Baleshwar, Cuttack, Bhubaneshwar, Berhampur, Srikakulam, Vishakhapatnam, Eluru Vijayawada, Guntur, Chilakaluripet, Ongole, Nellore, Chennai | West Bengal, Odisha, Andhra Pradesh, Tamil Nadu | 1,659  | 1,031  |     |  |
| 16 | 116       | (NH41) Kolaghat, cảng Haldia | West Bengal | 52     | 32     |     |  |
| 16 | 116A      | NH16 gần Mechogram(Panskura), Daspur, Bandar, Gourhati, Arambagh, Uchalan, Sehara Bazar, Burdwan, Karjana, Mangalkot, Panchgram, NH12 gần Moregram | | 222.1  | 138.0  |     |  |
| 16 | 116B      | NH116 gần Nandakumar, Contai, Digha, Chandaneswar | West Bengal | 91     | 57     |     |  |
| 16 | 216       | (NH214) Kathipudi, Kakinada, (NH214A) Machilipatnam, Ongole | Andhra Pradesh | 397    | 247    |     |  |
| 16 | 216A      | NH16 gần Rajahmundary, Ravulapalem, Tanaku, NH16 gần Gondugolanu | Andhra Pradesh |        |        |     |  |
| 16 | 316       | (NH203) NH16 gần Bhubaneshwar – Puri – Konark, (NH203A) Puri – Satpada | Odisha |        |        |     |  |
| 16 | 316A      | NH316 gần Konark, Ratanpur, Satabhaya, Dhamra, Basudevpur, Talapada, Chandipur, Chandaneswar, Digha | |        |        |     |  |
| 16 | 516       | (NH217) NH16 gần Narendrapur - Gopalpur (Berhampur) | Odisha | 8.3    | 5.2    |     |  |
| 16 | 516A      | NH61 gần Ahmednagar, Karmala, Tembhurni, Parite, Karkamb, Pandharpur, Mangalwedha, NH52 gần Vijapur | |        |        |     |  |
| 16 | 516C      | Đường quốc lộ bắt đầu từ nút giao với NH-16 tại hầm chui Sabbavaram nối Amruthapuram, Narava, Sathivani Palem, vùng nông thôn Gopalpatanam và kết thúc ở Sheelanagar tại bang Andhra Pradesh | |        |        |     |  |
| 16 | 516D      | NH16 gần Deverapalli, Golladgudem, Gopalapuram, Jaganathapuram, Atchyutapuram, Koyyalgudem, Bayyanagudem, Seetampeta, Narasannapalem, Jangareddigudam, Vegavaram, Taduvai, Darbhagudem, Jeelugumilli gần ranh giới Andhra Pradesh–Telangana | Andhra Pradesh |        |        |     |  |
| 16 | 516E      | NH16 gần Rajamundry, đường Bhupatiapalem (nối với SH-38 gần Rampachodavaram), Koyyuru, Chintapalli, Lambasingi, Paderu, Aruku, Bowadara, Tadipudi, NH26 ở Vizianagaram tại Andhra Pradesh | Andhra Pradesh |        |        |     |  |
| 16 | 716       | (NH205) Chennai, Tiruttani, Renigunta | Andhra Pradesh, Tamil Nadu | 147    | 91     |     |  |
| 16 | 716A      | NH716 gần Puttur, Narayana Vanam, Thumburu, Koppedu, Harijan, Vada, Ramagiri, Krishnapuram, Utthukottai, Tharachi, Palavakkam, Periyapalam, Kannigaipair, NH16 gần Janappachataram | | 72.5   | 45.0   |     |  |
| 16 | 716B      | NH16 gần Thachur, NH40 gần Chittoor | |        |        |     |  |
| 17 |           | (NH31) NH10 gần Sivok, Bagrakot, (NH31C) Chalsa, Nagarkata, (NH31) Goyerkata, Bispara, Falakata, Sonarpur, Koch-Bihar, Tufanganj, Golakganj, Bilasipara, (NH31B) Bắc Salmana, (NH37) Goalpara, Boko, NH27 gần Guwahati | West Bengal, Assam | 477    | 296    |     |  |
| 17 | 117       | (NH31) NH17 gần Bắc Salmara, NH27 gần Bijni | Assam | 14     | 8.7    |     |  |
| 17 | 117A      | NH17 gần Bilasipara, Kokrajhar, NH27 gần Garubhasa | |        |        |     |  |
| 17 | 217       | (NH51) NH17 gần Paikan, Tura, (NH62) Dalu, Baghmara, Rongjeng Damra, NH17 gần Dudhnai | Assam, Meghalaya | 307    | 191    |     |  |
| 17 | 317       | (NH31C) NH17 gần Birpara, Madari Hat, Rajabaht Khawa, NH27 gần Salsabari | West Bengal | 67     | 42     |     |  |
| 17 | 317A      | NH317 gần Hasimara, Jaigaon, biên giới Ấn Độ–Bhutan | |        |        |     |  |
| 17 | 517       | NH17 gần Goyerkata, NH27 gần Dhupgari | West Bengal |        |        |     |  |
| 17 | 717       | NH17 gần Chalsa, NH27 gần Mainaguri | West Bengal | 41     | 25     |     |  |
| 17 | 717A      | NH17 gần Bagrakot, Rhenok, Pakyong, NH10 gần Gangtok | |        |        |     |  |
| 17 | 717B      | NH717A gần Rhenok, Aritar, Rolep, NH310 gần Menla | |        |        |     |  |
| 18 |           | (NH32) NH19 gần Govindpur, Dhanbad Cas, Puruliya, Balarampur, (NH33) Chandil, Ghatshila, (NH6) Baharagora, (NH5) nút giao với NH49, Baripada, Betnoti, NH16 gần Baleshwar | Jharkhand, West Bengal, Odisha | 359    | 223    |     |  |
| 18 | 118       | NH18 gần Asanbani, Jamshedpur | Jharkhand | 5      | 3.1    |     |  |
| 18 | 218       | NH-18 gần Purulia tại bang Tây Bengal nối với Chandakyari, Jhariya và kết thúc ở nút giao với NH-18 gần Dhanbad tại bang Jharkhand | West Bengal, Jharkhand | 53     | 33     |     |  |
| 19 |           | (NH2) Delhi, Mathura, Agra, Kanpur, Prayagraj, Varanasi, Mohania, Aurangabad, Dobhi, Barhi, Bagadar, Gobindpur, Asansol, Palsit, Kolkata | Delhi, Haryana, Uttar Pradesh, Bihar, Jharkhand, West Bengal                                                                                              | 1,435  | 892    |     |  |
| 19 | 119       | (NH2C) NH19 gần Dehri, Jadunathpur, ranh giới Bihar–Uttar Pradesh | Bihar | 75     | 47     |     |  |
| 19 | 219       | NH19 gần Mohania, Bhabhua, Chainpur, Chand, NH19 gần Chandauli | Bihar, Uttar Pradesh | 49     | 30     |     |  |
| 19 | 319       | (NH30) NH19 gần Mohania, Dinara, Charpokhari, NH922 gần Ara | Bihar | 117    | 73     |     |  |
| 19 | 319A      | NH-19 gần Mohania nối với Ramgarh, Chausa và kết thúc ở nút giao với NH-124C gần Buxar | Bihar |        |        |     |  |
| 19 | 319D      | NH19 gần Prayagraj, NH31 gần Mungra Badshahpur | | 28.3   | 17.6   |     |  |
| 19 | 419       | NH19 gần Kulti, Chittaranjan, Jamtara, NH19 gần Gobindpur | |        |        |     |  |
| 19 | 519       | (NH2A) NH19 gần Sikandara, NH27 gần Bhognipur | Uttar Pradesh | 28     | 17     |     |  |
| 19 | 719       | (NH92) NH19 gần Etawah, Bhind, NH44 gần Gwalior | Uttar Pradesh, Madhya Pradesh | 124    | 77     |     |  |
| 19 | 919       | (NH71B) NH19 gần Palwal, Sohna, Dharuhera, NH352 gần Rewari | Haryana | 74     | 46     |     |  |
| 20 |           | (NH31) NH31 gần Bakhtiyarpur, Bihar Sharif, Nawada, Rajauli, Kodarma, (NH33) Barhi, Hazaribag, (NH75) Ranchi, Khunti, Murhu, Chakradharpur, Chaibasa, Jaintgarh, Parsora, (NH215) Kendujhargarh, NH16 gần Panikholi | Bihar, Jharkhand, Odisha | 658    | 409    |     |  |
| 20 | 120       | (NH82) NH20 gần Bihar Sharif, Nalanda, Rajgir, Hisua, NH22 gần Gaya | Bihar | 92     | 57     |     |  |
| 20 | 220       | NH20 gần Chaibasa, Gobindpur, Hata, Tiringidihi, Rairangpur, Jashipur, NH20 gần Dhenkikot | |        |        |     |  |
| 20 | 320       | (NH23) NH20 gần Ramgarh, Gola, NH18 gần Chas | Jharkhand | 86     | 53     |     |  |
| 20 | 320D      | NH-20 gần Chakradharpur nối với Sonua, Goelkera, Manoharpur, Jaraikela tại bang Jharkhand và kết thúc ở nút giao với NH-143 (hầm chui Raurkela) tại bang Odisha | Jharkhand, Odisha | 133.84 | 83.16  |     |  |
| 20 | 320G      | NH-20 gần Hat Gamaria nối với Jagannathpur, Baraiburu, Saddle, Manoharpur, Anandpur, Bano và kết thúc ở nút giao với NH-143 gần Kolebira | Jharkhand | 180    | 110    |     |  |
| 20 | 520       | (NH125) Parsora, NH143 gần Rajamundra | Odisha | 105    | 65     |     |  |
| 20 | 720       | NH20 gần Kendujhargarh, NH53 ở Duburi | Odisha | 91     | 57     |     |  |
| 21 |           | (NH11) Jaipur, Dausa, Bharatpur, Agra, Jalesar, Sikandra Rao, NH30 gần Bareilly | Rajasthan, Uttar Pradesh | 262    | 163    |     |  |
| 21 | 321       | NH21 gần Kiraoli, Mori, Vamanpura, Jhengera, Kagarol | |        |        |     |  |
| 21 | 321G      | Bắt đầu ở nút giao với NH21 gần Jalesar và kết thúc ở nút giao với SH31 gần Awagarh | Uttar Pradesh | 41     | 25     |     |  |
| 21 | 921       | NH21 gần Mahwa, Mandwar, Nangal Sumer Singh, Almarpur, Kheda, Mangalsinh, Ghadi, Antapuar, Piana, Doroli, Machedi Mode, hầm chui Rajgarh | |        |        |     |  |
| 22 |           | (NH77) border near Sonbarsa, Sitamarhi, Muzaffarpur, (NH19) Hajipur, (NH83) Patna, Punpun, Gaya, Bodh Gaya, (NH99) Dobhi, Hunterganj, Chatra, NH39 near Chandwa | Bihar, Jharkhand | 416    | 258    |     |  |
| 22 | 122       | (NH28) NH22 near Muzaffarpur, Dholi, Mushrigharari, NH31 near Barauni | Bihar | 101    | 63     |     |  |
| 22 | 122A      | NH22 near Vishwanathpur Chowk, Koili, NH527C near Nanpur | |        |        |     |  |
| 22 | 122B      | NH-22 near Hazipur connecting Mahanar, Mohiuddin Nagar and terminating at its junction with NH-122 near Bachwara | Bihar |        |        |     |  |
| 22 | 322       | (NH103) NH22 near Hazipur, NH122 near Mushrigharari | Bihar | 58     | 36     |     |  |
| 22 | 522       | (NH100) NH22 near Chatra, Hazaribagh, NH19 near Bagodar | Jharkhand | 119    | 74     |     |  |
| 22 | 722       | (NH102) NH22 near Muzaffarpur, Rewaghat, NH31 near Chhapra | Bihar | 74     | 46     |     |  |
| 22 | 922       | (NH30) NH22 near Patna, (NH84) Ara, Bhojpur, Buxar | Uttar Pradesh, Bihar | 140    | 87     |     |  |
| 23 |           | (NH11A) Kothum, (NH11B) Lalsot, Karauli, Bari, Dhaulpur | Rajasthan | 222    | 138    |     |  |
| 23 | 123       | NH23 near Dhaulpur, Sepau, Ghatoli, Rupbas, NH21 near Uncha Nagla | |        |        |     |  |
| 24 |           | (NH29) Sonauli (border), Pharenda, Gorakhpur, (NH97) Ghazipur, Zamania, NH19 near Saiyad Raja | Uttar Pradesh | 293    | 182    |     |  |
| 24 | 124C      | NH24 near Tarighat, Bara, NH922 near Buxar | |        |        |     |  |
| 24 | 124D      | starting from its junction with NH-24 near Mardah connecting Jakhania, Sadat, and terminating at its junction with NH-31 near Saidpur | Uttar Pradesh | 58.4   | 36.3   |     |  |
| 25 |           | Munabao Road, Ramsar, (NH112) Barmer, Kawas, Madhasar, Dhudhwa, Bagundi, Tilwara, Balotra, Pachpadra, Kalyanpur, Jodhpur, Kaparda, Bilara, Jaitaran, (NH14) Bar, Beawar | Rajasthan | 353    | 219    |     |  |
| 25 | 25EXT     | NH25 near Barmer, Ramsar, Munabao Road | |        |        |     |  |
| 25 | 125       | (NH114) Jodhpur, Balesar, Dechu, Pokaran | Rajasthan | 168    | 104    |     |  |
| 25 | 325       | NH25 near Balotra, Siwana, Jalore, Ahore, Takhatgarh, NH14 near Sanderao | Rajasthan | 135    | 84     |     |  |
| 25 | 925       | NH25 near Gagaria, Baori kalan, Serwa, Bakhasar | |        |        |     |  |
| 25 | 925A      | NH925 near Satta, NH68 near Gandhav | |        |        |     |  |
| 26 |           | (NH201) NH53 near Bargarh, Barapali, Balangir, Bhawanipatna, (NH43) Boriguma, Koraput, Salur, Vizianagaram, Junction at NH16 near Thagarapuvalsa ( Visakhapatnam) | Odisha, Andhra Pradesh | 526    | 327    |     |  |
| 26 | 126       | NH26 near Barapali, Dhaurakhanda, Panimora, Chichinda, NH53 near Sohela | |        |        |     |  |
| 26 | 126A      | NH26 near Barapali, Rampur, Singhijuba, Bisalpalii, Nagapalli, NH57 near Sonapur | |        |        |     |  |
| 26 | 326       | NH217 near Asika, Rayagada, Koraput(NH26), Jaypore, Malkangiri, Motu, NH30 near Chinturu | |        |        |     |  |
| 26 | 326A      | NH326 near Mohana, Chandiput, Chheligada, Ramagiri Udayagiri, Raygarh, Parlakimidi, NH16 near Narasannapeta | |        |        |     |  |
| 27 |           | (NH112) Porbandar, (NH8A) Bamanbore, Morvi, (NH15) Samakhiali, (NH14) Radhanpur, Palanpur, (NH76) Pindwara, Udaipur, Mangarwar, Chittaurgarh, Kota, Baran, Shivpuri, Ganj, (NH25) Jhansi, (NH128) Kanpur, Lucknow, (NH28) Faizabad, Gorakhpur, Gopalganj, Pipra, Kothi, (NH57) Muzaffarpur, Darbhanga, Forbesganj, Araria, (NH31) Purnia, Dalkola, Islampur, (NH31D) Shiliguri, Jalaiguri, (NH31) Mainaguri, Dhupgar, Falakata, (NH31D) Sonapur, (NH31C) Salsaguri, (NH31) Bongaigaon, Bijni, Patacharkuchi, Nalbari, (NH37) Guwahati, Dishpur, (NH36) Nagaon, (NH54) Dobaka, Lumding, Haflong, Silchar | Gujarat, Rajasthan, Madhya Pradesh, Uttar Pradesh, Bihar, West Bengal, Assam                                                                              | 3,507  | 2,179  |     |  |
| 27 | 127       | (NH37) NH27 near Nagaon, Samaguri, NH715 near Jakhalabandha | Assam | 42     | 26     |     |  |
| 27 | 127A      | (NH152) Pathsala - Bhutan border | Assam | 38     | 24     |     |  |
| 27 | 127B      | NH27 near Srimrampur, Dhuburi, Phulbari, (NH51)Tura, (NH-)Rongram, Ronjeng, NH106 near Nongston | |        |        |     |  |
| 27 | 127C      | Shyamthai - Hithijhar State PWD road statarting from NH- 27 in Chirang District, Assam and meeting at Galegphu in Bhutan | |        |        |     |  |
| 27 | 127D      | Rangiya - Darrangamela State PWD road starting from NH- 27 in the district of Kamrup, Assam and meeting at Samdrupjunjkhar in Bhutan | |        |        |     |  |
| 27 | 127E      | NH27 near Barama, Baska, Subankhata, Indo/Bhutan border | |        |        |     |  |
| 27 | 227       | (NH104) NH27 near Chakia, Narhar, Pakri Bridge, Madhuban, Shivhar, Sitamarhi, Harlakhi, Umgaon, Jainagar, Laukaha, Laukahi, NH27 near Narahia | Bihar | 214    | 133    |     |  |
| 27 | 227A      | NH27 near Chhawani, Kalwadi, Barhalanj, Barhaj, Siwan, NH27 near Chakia | |        |        |     |  |
| 27 | 227F      | NH-227 near Chakia (Chorma chowk) connecting Pakridayal, Dhaka, Phulwaria Ghat and terminating at Bairgania near Indo / Nepal Border. | Bihar | 36.34  | 22.58  |     |  |
| 27 | 227J      | NH-227 near Saharghat connecting Uchhait, Benipatti and terminating at its junction with NH-527B near Rahika | Bihar | 30     | 19     |     |  |
| 27 | 227L      | NH-227 near Umagaon connecting Basopatti and terminating at its junction with NH-527B near Kalnahi | Bihar | 20.35  | 12.64  |     |  |
| 27 | 327       | (NH31C) NH27 near Bagdogra, Naksal Bari, Galgalia, (NH107) Thakurganj, Bahadurganj, Araria, Raniganj, Bhargama, Tribeniganj, Pipra, Supaul, NH231 near Bangaon (Bariyahi Bazar) | West Bengal | 32     | 20     |     |  |
| 27 | 327A      | NH327 near Supaul, NH27 near Bhaptiahi | |        |        |     |  |
| 27 | 327AD     | NH-327A near Saraigarh connecting Lalganj and terminating at its junction with NH-131 near Ganpatganj | Bihar |        |        |     |  |
| 27 | 327B      | NH327 near Panitanki, Mechi Bridge, Indo / Nepal Border. | |        |        |     |  |
| 27 | 327C      | NH327 near Khoribari, NH27 near Ghoshpukur | |        |        |     |  |
| 27 | 327EXT    | NH231 near Bangaon (Bariyahi Bazar) (NH-107), Supaul, Pipra, Tribeniganj, Bhargama, Raniganj, Araria, Bahadurganj, Thakurganj, NH327 near Galgalia (NH-31C) (WB border) | |        |        |     |  |
| 27 | 427       | NH27 near Howli, Barpeta, Hajo, NH27 near Jalukbari | |        |        |     |  |
| 27 | 527       | (NH57A) NH27 near Forbesganj, Jogbani | Bihar | 14     | 8.7    |     |  |
| 27 | 527A      | NH527B near Pokhrauni Chowk, Madhubani, Rampatti, NH27 near Jhanjharpur | Bihar | 28     | 17     |     |  |
| 27 | 527B      | (NH105) NH27 near Darbhanga, Khirma,NH27 near Jainagar | Bihar | 55     | 34     |     |  |
| 27 | 527C      | NH27 near Majhauli, Katra, Jajuar, Pupri, NH104 near Charout | Bihar | 66     | 41     |     |  |
| 27 | 527D      | (NH28A) NH27 near Piprakothi, Sagauli, Raxaul, Nepal border | Bihar | 69     | 43     |     |  |
| 27 | 527E      | NH-27 (Proposed Darbhanga Bypass) near Ramnagar connecting Baheri and terminating at Rosera | Bihar |        |        |     |  |
| 27 | 627       | NH27 near Nelle, Rajagaon, Doyangmukh, Umrangso, Khobak, NH7 near Harangajao | |        |        |     |  |
| 27 | 727       | (NH28B) NH27 near Kushinagar, Chhitanuni Rail-cum-Road bridge, Bagaha, Lauriya, Bettiah, NH527D near Chhapwa | Uttar Pradesh, Bihar | 169    | 105    |     |  |
| 27 | 727A      | NH27 near Gorakhpur, Deoria, Salempur, NH227 near Mairwa | |        |        |     |  |
| 27 | 727AA     | NH-727 near Manuapul connecting Patzirwa, Paknaha in the state of Bihar, Pipraghat and terminating at its junction with NH-730 near Sevrahi in the state of Uttar Pradesh | Bihar, Uttar Pradesh | 39     | 24     |     |  |
| 27 | 727B      | NH27 near Fazilnagar, Tamkuhi, NH727A near Salempur | |        |        |     |  |
| 27 | 727BB     | NH27 near Gorakhpur, NH730 near Partawal | |        |        |     |  |
| 27 | 727G      | NH27 near Haraiya, Bhabhnana, Swaminarayan, Manakpur, NH330 near Gonda | |        |        |     |  |
| 27 | 727H      | NH27 near Barabanki, Dewa Sharif, Fatehpur, Mahmudabad, Biswan, Laharpur, NH730 near Lakhimpur | |        |        |     |  |
| 27 | 927       | (NH28C) NH27 near Barabanki, Bahraich, Nepalganj (border) | Uttar Pradesh | 152    | 94     |     |  |
| 27 | 927A      | Ratlam, Banswara, Sagwara, Doongarpur, Kherwara, Kotra, NH27 near Sawarupganj | |        |        |     |  |
| 27 | 927D      | NH27 near Dhoraji, Jamkandoma, Kalavad, Jamnagar | |        |        |     |  |
| 28 |           | Piprahawa on Nepalese border, Siddharthnagar, Bansi, Rudhauli, Basti, Tanda, Atraulia, Azamgarh, Katghar Lalganj, NH31 near Varanasi | Uttar Pradesh | 305    | 190    |     |  |
| 28 | 128       | (NH232) NH28 near Tanda Ambedkar Nagar, Sultanpur, Amethi, NH30 near Rae Bareli | Uttar Pradesh | 164    | 102    |     |  |
| 28 | 128A      | NH28 near Mohammadpur, Badshapur, NH31 near Jaunpur | |        |        |     |  |
| 28 | 128C      | NH28 near Azamgarh, NH24 near Dohrighat | |        |        |     |  |
| 28 | 128D      | NH28 near Azamgarh, Mau, Teekha, NH31 near Phephna (Ballia) | |        |        |     |  |
| 28 | 328       | NH28 near Basti, Mehdawal, Karmaini (NH24 near Campierganj), NH730 near Partawal(Kaptanganj) | |        |        |     |  |
| 28 | 328A      | NH328 Mehdalwal, Kahliabad, Ghanghata; Ramnagar, NH28 near Nyori | |        |        |     |  |
| 29 |           | (NH36) NH27 near Dabaka (Sutargaon), Amlakhi, (NH39) Dimapur, (NH150) Kohima Chizam, NH202 near Jessami | Assam, Nagaland | 320    | 200    |     |  |
| 29 | 129       | (NH39) NH29 near Dimapur, Bokajan, Golaghat, NH715 near Numaligarh | Assam, Nagaland | 105    | 65     |     |  |
| 29 | 129A      | NH2 near Maram, Peren, Jaluki, Pimla Junction, Razaphe Junction, NH29 near Dimapur | |        |        |     |  |
| 29 | 229       | NH29 near Sub Jail, Thahekhu, Chümoukedima, NH29 | |        |        |     |  |
| 29 | 329       | NH29 near Manja, Diphu, NH27 near Lumding | |        |        |     |  |
| 29 | 329A      | NH329 near Diphu, NH129A near Pimla Junction | |        |        |     |  |
| 30 |           | (NH74) NH9 near Sitarganj, Pilibhit, (NH24) Bareilly, Shahjahanpur, Sitapur, (NH24B) Lucknow, (NH231) Raebareli, (NH96) Pratapgarh, (NH27) Prayagraj, Mangawan, (NH7) Rewa, Katni, (NH12A) Jabalpur, Mandla, Chilpi, (NH200) Simga, (NH43) Raipur, Dhamtari, Keskal, (NH221) Jagdalpur, Konta, Nellipaka, Bhadrachalam, Palwancha, Kottagudem, Tiravuru, Mailavaram, NH65 near Kondapalle | Uttarakhand, Uttar Pradesh, Madhya Pradesh, Chhattisgarh, Andhra Pradesh, Telangana                                                                       | 2,010  | 1,250  |     |  |
| 30 | 130       | (NH200) NH30 near Simga, (NH111) Bilaspur, Kathgora, NH43 near Ambikapur | Chhattisgarh | 291    | 181    |     |  |
| 30 | 130A      | NH30 near Pondi, Pandaria, Mungeli, NH130 on Bilaspur | |        |        |     |  |
| 30 | 130B      | NH30 near Raipur, Palari, Baloda Bazar, Kasdol, NH153 near Sarangarh | |        |        |     |  |
| 30 | 130C      | NH30 near Abhanpur, Rajim, Gariaband, Bardula, Deobhog, NH26 near Baldhimal | |        |        |     |  |
| 30 | 130CD     | NH30 (Kurud Bypass), Umarda, Megha, Bijhuli, Singhpur, Dugli, Dongardula, Nagari, Sonamagar, Sihawa, Ratawa, Ghutkel, Kundei, Hatabharandi, Raighar, Beheda, Umerkote, Dhodra, Dhamanaguda, Dabugaon, NH26 near Papdahandi | | 215.3  | 133.8  |     |  |
| 30 | 130D      | NH-30 on Kondagaon, Narainpur, Kutul, Bingunda, Laheri, Dhodraj, Bhamragard, Hemalkasa, NH353C near Allapalli | |        |        |     |  |
| 30 | 230       | (NH24A) NH30 near Bakshi-ka-Talab, Chenhat, junction with NH27 / NH731 / NH30 / NH27, NH30 near Bakshi-ka-Talab | Uttar Pradesh | 17     | 11     |     |  |
| 30 | 330       | (NH96) NH30 near Prayagraj, Pratapgarh, Sultanpur, NH27 near Faizabad | Uttar Pradesh | 103    | 64     |     |  |
| 30 | 330A      | NH30 near Rai Bareili, Jagdishpur, NH27 near Faizabad | |        |        |     |  |
| 30 | 330B      | NH330 near Gonda, NH927 near Jarwal | |        |        |     |  |
| 30 | 330D      | NH30 near Sitapur, Misrikh, Baghauli, Hardoi, Bilgram, NH34 near Kannauj | | 134.8  | 83.8   |     |  |
| 30 | 530       | (NH24) NH30 near Bareily, NH9 near Rampur | Uttar Pradesh | 66     | 41     |     |  |
| 30 | 530B      | (NH30 near Bareilly, Budaun,) Sikandra Rao, Hathras, NH44 near Mathura | | 79.3   | 127.6  |     |  |
| 30 | 730       | NH30 near Pilibhit, Puranpur, Khutar, Gola Gokaran Nath, Lakhimpur, Isanagar, Nanpara, Bahraich, Shravasti, Balrampur, Tulsipur, Barhni, Shohratgarh, Siddharthnagar, Pharenda, Maharajganj, Partawal, Kaptanganj, Padrauna, NH27 near Tamkuhiraj | Uttar Pradesh | 519    | 322    |     |  |
| 30 | 730A      | NH730 near Puranpur - Pawayan - NH30 near Maikalganj | |        |        |     |  |
| 30 | 730B      | NH30 near Bareilly, Bhutah, NH731K near Bisalpur | | 35.4   | 22.0   |     |  |
| 30 | 730C      | NH730B near Bisalpur, Miranpur Katra, Fatehgarh, NH34 near Bewar | |        |        |     |  |
| 30 | 730H      | NH730 near Kudwa, Mihinpurwa, Motipur, Nishangarh, Bichia, Katarnighat | | 46.8   | 29.1   |     |  |
| 30 | 730S      | NH730 near Maharajganj, Nichlaul, Thuthibari, Indo / Nepal Border | | 38.4   | 23.9   |     |  |
| 30 | 930       | NH30 near Purur, Balod, Kusumkasa, Kumhari, Manpur, Muramgaon, Dhanora, Gadchiroli, Mul, Chandrapur, Warora, Wani, NH44 near Karanji | |        |        |     |  |
| 30 | 930D      | NH930 near Chandarpur, Visapur, Ballarpur, Bamni, Rajura, Warur, Dewada, Lakkdkot, Maharashtra/Telangana Border | |        |        |     |  |
| 31 |           | (NH232A) NH27 near Unnao, (NH232) Lalganj, (NH231) Raebareli, Salon, Pratapgarh, Machhlishahr, (NH56) Jaunpur, (NH29) Varanasi, (NH19) Ghazipur, Ballia, Chhapra, (NH30) Hajipur, (NH31) Bakhtiyarpur, Mokama, Begusarai, Khagaria, Bihpur, Naugachia, Gosaingaon, Kursela, Kora, Katihar, Harishchanderpur, NH12 near Pandua | Uttar Pradesh, Bihar, West Bengal | 968    | 601    |     |  |
| 31 | 131       | (NH106) NH31 near Bihpur, Kishanganj, Madhepura, Birpur (border) | Bihar | 132    | 82     |     |  |
| 31 | 131A      | Malda, Ratua, Debipur, Ahmedabad, Manihari, Katihar(NH31), NH27 near Purnia in the State of Bihar. | |        |        |     |  |
| 31 | 131B      | NH-31 near Naughachia and terminating at its junction with NH-33 near Bhagalpur | Bihar |        |        |     |  |
| 31 | 131G      | NH-31 near Dighwara, Sherpur, Kanhauli, Ramnagar (Patna Ring Road) | Bihar |        |        |     |  |
| 31 | 231       | (NH107) NH31 near Maheshkund, Sonbarsa Raj, Simri Bakhtiyarpur, Saharsa, Madhepura, Sarsi, (NH31) Purnia, NH31 near Kora | Bihar | 196    | 122    |     |  |
| 31 | 331       | (NH101) NH31 near Chhapra, Baniapur, NH27 near Muhumadpur | Bihar | 65     | 40     |     |  |
| 31 | 431       | (NH30A) NH31 near Phatuha, Chandi, Harnaut, NH31 near Barh | Bihar | 70     | 43     |     |  |
| 31 | 531       | (NH85) NH31 near Chhapra, Siwan, NH27 near Gopalganj | Bihar | 93     | 58     |     |  |
| 31 | 731       | (NH56) NH31 near Jaunpur, Sultanpur, NH27 near Lucknow | UttarPradesh | 221    | 137    |     |  |
| 31 | 731A      | NH32 near Pratapgarh, Jethwada, Shrangverpur, Manjhanpur, Rajapur, NH35 near Chitrakoot | |        |        |     |  |
| 31 | 731AG     | NH731A near Rajapur, Ramtekra, NH35 near Raipura | | 18.3   | 11.4   |     |  |
| 31 | 731B      | NH-31 near Machhlishahar connecting Janghai, Durgaganj, Bhadohi, Kapsethi and terminating at its junction with Lahartara- Mohansaray road (ODR) near Varanasi | Uttar Pradesh | 86     | 53     |     |  |
| 31 | 731K      | NH731 near Shahjahanpur, Bisalpur, Barkheda, NH30 near Pilibhit | | 81.0   | 50.3   |     |  |
| 31 | 931       | NH31 near Jagdishpur, Musafirkhana, Gauriganj, Amethi, NH330 near Pratapgarh | |        |        |     |  |
| 31 | 931A      | NH330A near Jagdishpur, Jais, NH31 near Salon | |        |        |     |  |
| 32 |           | (NH45) NH48 near Chennai, Chengalpattu, (NH66) Tindivanam, (NH45A) Puducherry, Cuddalore, Chidambaram, Karaikal, (Puducherry), NH83 near Nagapatinam, Thiruthuraipoondi, Thondi, Ramanathapuram, NH38 near Thoothukudi | Tamil Nadu, Puducherry | 657    | 408    | 195 |  |
| 32 | 132       | (NH45) NH32 near Tindivanam, NH38 near Viluppuram | Tamil Nadu | 37     | 23     |     |  |
| 32 | 132B      | NH32 near Chengalpattu, NH48 near Kanchipuram | | 41.1   | 25.5   |     |  |
| 32 | 332       | (NH45A) NH32 near Puducherry, NH38 near Viluppuram | Tamil Nadu, Puducherry | 38     | 24     |     |  |
| 32 | 332A      | H32 near Puduchcheri, Mamallapuram | | 88.0   | 54.7   |     |  |
| 32 | 532       | (NH45A) NH32 near Cuddalore, Vadalur, Neyveli, Virudachalam, NH38 Veppur, NH79 near Chinasalem | Tamil Nadu | 124    | 77     |     |  |
| 33 |           | (NH110) NH139 near Arwal, Jahanabad, Bandhuganj, Ekangarsarai, (NH82) Biharsharif, (NH80) Mokama, Luckeesarai, Munger, Bhagalpur, Kahalgaon, Sahibganj, Rajmahal, Barharwa, NH12 near Farakka | Bihar, West Bengal | 443    | 275    |     |  |
| 33 | 133       | NH33 near Pirpainti, Godda, NH114A near Choupa More | Jharkhand | 200    | 120    |     |  |
| 33 | 133A      | NH33 near Baharwa, Pakur, NH12 near Nimtala | |        |        |     |  |
| 33 | 133B      | NH33 near Sahibgang, NH31 near Manihar | |        |        |     |  |
| 33 | 133E      | NH-33 near Bhagalpur connecting Dhaka More and terminating at Bihar/ Jharkhand border near Baljhor (Hansdiha road) | Bihar |        |        |     |  |
| 33 | 333       | NH33 near Bariyarpur, Kharagpur, Laxmipur, Jamui, Chakai, NH114A in Devgarh | |        |        |     |  |
| 33 | 333A      | NH33 near Bar Bigha, Shekhpura, Sikandra, Jamui, Jha-Jha, Banka, NH133 near Godda | |        |        |     |  |
| 33 | 333B      | NH33 near Munger, NH31 near Khagaria | |        |        |     |  |
| 33 | 333C      | NH-333 near Chakai and terminating at Bihar/ Jharkhand Border near Sarwan (Kharagdiha Road) | Bihar |        |        |     |  |
| 34 |           | (NH108) Gangotri Dham, Bhatwari, Uttarkashi, (NH94) Dharasu, nearTerhi, Ampata, (NH58) Rishikesh, (NH74) Haridwar, (NH119) Najibabad, Bijnore, (NH58) Meerut, (NH91) Ghaziabad, Bulandshahr, Aligarh, Etah, Kannauj, (NH86) Kanpur, Hamirpur, Mahoba, Chattarpur, (NH12A) Hirapur, Damoh, (NH7) Jabalpur, NH44 near Lakhnadon | Uttarakhand, Uttar Pradesh, Madhya Pradesh | 1,426  | 886    |     |  |
| 34 | 134       | (NH94) NH34 near Dharasu, Kuthnaur, Yamnotri | Uttarakhand | 94     | 58     |     |  |
| 34 | 234       | (NH91A) NH34 near Kannauj, Bela, (NH92) Etawah, Kishni, NH34 near Bhongaon | Uttar Pradesh | 156    | 97     |     |  |
| 34 | 334       | (NH58) NH34 near Haridwar, Roorkee, Muzaffarnagar, (NH235) Meerut, Hapur, NH34 near Bulandshar | Uttarakhand, Uttar Pradesh | 207    | 129    |     |  |
| 34 | 334A      | NH34 near Haridwar, Luxer, Purkaji | |        |        |     |  |
| 34 | 334B      | NH34 near Meerut, Sonipat, Kharkhauda, Sampla, Jhajjar, Charkhi Dadri, NH709 near Loharu | Uttar Pradesh, Haryana | 240    | 150    |     |  |
| 34 | 334C      | NH34 near Bulandshahar, NH9 near Ghaziabad | |        |        |     |  |
| 34 | 334D      | NH34 near Aligarh, Khair, Jewar, NH44 near Palwal | | 75.8   | 47.1   |     |  |
| 34 | 334DD     | NH-334D near Hamidpur and connecting Jewar, Jhajhar, Kakod, Dhanaura and terminating at its junction with NH-34 near Bulandshahar | Uttar Pradesh | 46.66  | 28.99  |     |  |
| 34 | 534       | (NH119) NH34 near Najibabad, Kotdwar, Satpauli, Bubakhal | Uttarakhand, Uttar Pradesh | 151    | 94     |     |  |
| 34 | 734       | (NH74) NH34 near Najibabad, Nagina, NH309 near Kashipur | Uttar Pradesh, Uttarakhand | 108    | 67     |     |  |
| 34 | 934       | (NH86) NH34 near Hirapur, Banda, (NH26A) Sagar, Jeruwakhera, Khurai, Bina | Madhya Pradesh | 156    | 97     |     |  |
| 35 |           | (NH76) NH34 near KaBrai, Banda, Karwi, Mau, Prayagraj, (NH7) Mirzapur, NH19 near Varanasi | Uttar Pradesh | 346    | 215    |     |  |
| 35 | 132A      | NH35 near Mirzapur, Aura, Bhadohi, Jaunpur, Shahganj Akbarpur, NH27 near Ayodhya | | 209.7  | 130.3  |     |  |
| 35 | 132BB     | NH35 (Bargarh More) near Jamira, Bargarh, Gahur, Dubi, Magdaur, NH135B near Dabhoura | | 20.6   | 12.8   |     |  |
| 35 | 132BD     | NH135B near Sirmaur, Kolha, Rajgarh, Kyoti, Bagahaiya, Lalgaon, Pangadi, NH30 near Kalwari | | 36.0   | 22.4   |     |  |
| 35 | 132BG     | NH35 near Chitrakoot, Majhgawa, Satna, NH30 near Maihar | | 122.5  | 76.1   |     |  |
| 35 | 132C      | NH35 near Prayagraj, Koraon, Drumanodganj, Haliya, Awadhadam, Pipra, Manigarha, Karondiya, Bagdara, Chtrangi, Singrauli, NH39 near Waidhan | | 166.7  | 103.6  |     |  |
| 35 | 135       | (NH7) NH35 near Mirzapur, Lalganj, Drummondganj, Mauganj, NH30 near Mangawan | Madhya Pradesh, Uttar Pradesh | 130    | 81     |     |  |
| 35 | 135B      | NH35 near Mau, Dabhoura, Sirmaur, NH39 near Rewa | |        |        |     |  |
| 35 | 335       | (NH232) NH35 near Banda, Fathepur, NH31 near Lalganj | Madhya Pradesh, Uttar Pradesh | 110    | 68     |     |  |
| 36 |           | (NH45C) NH132 near Vikravandi, Panruti Vadulur, Neyveli-Township, Sethiathop, Kumbakonam, (NH226) Thanjavur, Gandarvakottai, (NH210) Pudukottai, (NH226) Tirumayam, Kilasevalpatti, Tirupattur, Madagupatti, Sivaganga, NH87 near Manamadurai | Tamil Nadu | 334    | 208    |     |  |
| 36 | 136       | (NH226) NH36 near Thanjavur, Thiruvaiyaru, Kunnam, Perali, NH38 near Perambalur | Tamil Nadu | 68     | 42     |     |  |
| 36 | 136B      | NH36 near Kumbakonam, NH32 near Sirkazhi | | 52.8   | 32.8   |     |  |
| 36 | 336       | (NH210) NH36 near Pudukkottai, Kiranur, NH83 near Tiruchirappalli | Tamil Nadu | 52     | 32     |     |  |
| 36 | 536       | (NH210) NH36 near Tirumayam, Devakottai, Tiruvadanai, NH87 near Ramanathapuram | Tamil Nadu | 109    | 68     |     |  |
| 37 |           | (NH53) NH2 near Imphal, Jiribam, Jirighat, Lakhipur, Silchar, (NH44) Badarpur, Karimganj, border | Assam, Manipur | 313    | 194    |     |  |
| 37 | 137       | Tamenglong (Tenglong), Khongsang, NH37 near Rengpang. | |        |        |     |  |
| 37 | 137A      | Wahengbam Leikai, Hiyangthang, Wangol, Mayang Imphal, Wabagai, Kakching, Tamenglong (Tenglong), NH102 near Kakching. | |        |        |     |  |
| 38 |           | (NH234) NH75 near Vellore, Polur, Tiruvannamalai, (NH45) Viluppuram, Ulundurpettai, Perambalur, (NH45B) Tiruchchirappali, Tovarankurichchi, Melur, Madurai, Aruppukkottai, NH138 near Tuticorin Port | Tamil Nadu | 604    | 375    |     |  |
| 38 | 138       | (NH7A) NH38 near Tuticorin Port, NH44 near Palayankottai | Tamil Nadu | 54     | 34     |     |  |
| 38 | 338       | NH38 near Melur, NH36 near Tiruppathur | | 31.4   | 19.5   |     |  |
| 39 |           | (NH75) NH44 near Jhansi, Chhatarpur, Khajuraho, Panna, Satna, Rewa, Sidhi, {singrauli}, Dudhinagar, Garhwa, Daltenganj, Latehar, Chandwa, NH20 near Ranchi | Madhya Pradesh, Uttar Pradesh, Jharkhand | 869    | 540    |     |  |
| 39 | 139       | (NH98) NH39 near Rajhara, Chhatarpur, Hariharganj, Aurangabad, Daudnagar, Arwal, Naubatpur, NH31 near Patna | Bihar, Jharkhand | 236    | 147    |     |  |
| 39 | 339       | NH39 near Nowgong, NH34 near Srinagar | Madhya Pradesh, Uttar Pradesh | 34     | 21     |     |  |
| 39 | 339B      | NH39 near Bamitha, Khajuraho | |        |        |     |  |
| 39 | 539       | (NH12A) NH39 near Jhansi, Pirthipur, Tikamgarh, NH934 near Shahgarh | Madhya Pradesh | 173    | 107    |     |  |
| 40 |           | (NH18) NH44 near Kurnool, Nandyal, Cuddapah, Pileru, Putalapattu, Chittoor, NH48 near Ranipettai | Andhra Pradesh | 420    | 260    |     |  |
| 40 | 140       | NH40 near Putalpattu, NH71 near Tirupati | Andhra Pradesh | 58.85  | 36.57  |     |  |
| 40 | 340       | NH40 near Rayachoti, Chinnamandem, Gurrramkonda, NH42 near Kurabalakota | |        |        |     |  |
| 40 | 340C      | NH40 near Kurnool, Nandikotkur, Atmakur, NH765 near Dornala | |        |        |     |  |
| 41 |           | (NH8A) NH41 near Samakhiyali, Gandhidham, Mandvi, Naliya, Narayan Sarovar | Gujarat | 290    | 180    |     |  |
| 41 | 141       | (NH8A)NH41 near Gandhidham, Kandla Port | |        |        |     |  |
| 41 | 341       | NH41 near Bhimsar, Anjar, Bhuj, Khavda, Dharmshala | |        |        |     |  |
| 42 |           | (NH67) Near Ballari(Karnataka), Anantapur(NH44), Kadiri, (NH219) Madanapalli, Kuppam, NH44 near Krishnagiri | Karnataka, Andhra Pradesh, Tamil Nadu | 337    | 209    |     |  |
| 43 |           | (NH78) NH30 near Katni, Umaria, Shahdol, Ambikapur, Pathalgaon, Jashpurnagar, Gumla (NH23)(NH33) Ranchi, NH18 near Chandil | Madhya Pradesh, Chhattisgarh, Jharkhand | 806    | 501    |     |  |
| 43 | 143       | (NH23) NH43 near Gumla, Palkot, Kolebira, Thethaitanagar, Jharkhand, Panposh, Rajamundra, NH49 near Barakot | Jharkhand, Odisha | 247    | 153    |     |  |
| 43 | 143A      | NH43 near Gumla, Ghaghra, Lohardaga, NH39 near Kuru | |        |        |     |  |
| 43 | 143AG     | NH-143A near Lohardaga connecting Bhandra, Bero, Karra, Khunti and terminating at its junction with NH-43 near Tamar | Jharkhand | 134.5  | 83.6   |     |  |
| 43 | 143B      | NH-43 near Jashpurnagar in the state of Chhattisgarh connecting Gobindpur, Dumri and terminating near Mahuandanr in the State of Jharkhand | Chhattisgarh, Jharkhand | 67.8   | 42.1   |     |  |
| 43 | 143D      | NH143 near Jamtoli, Basia, Kamadara, Torpa, NH20 near Khunthi | | 81.7   | 50.8   |     |  |
| 43 | 143H      | NH143 near Joram, Ambapani, Salangabahal, Bihabandh, Litebeda | | 35.0   | 21.7   |     |  |
| 43 | 343       | NH43 near Ambikapur, Semarsot, Ramanujganj, Ranka Kalan, NH39 near Garhwa | |        |        |     |  |
| 43 | 543       | NH43 near Shahdol, Dindori, Mandla, Nainpur, Lamta, Balaghat, Rajegaon, Dhamangaon, Rawandi, Gondia, Amgaon, Deori, Korchi, Kurkheda, Wadsa Desaiganj, NH353D near Bramhapuri | |        |        |     |  |
| 43 | 943       | NH43 near Pawai, Saleha (Jaso) Jassu, NH39 near Nagod | |        |        |     |  |
| 44 |           | (NH1A) Srinagar, Jammu, Pathankot, (NH1) Jalandar, Ludhiana, Ambala, Karnal, Panipat, (NH2) Delhi, Faridabad, Mathura, (NH3) Agra, (NH75) Gwalior, (NH26) Jhansi, Lalitpur, Sagar, Narsinghpur, Lakhnadon, (NH7) Seoni, Nagpur, Hyderabad, Kurnool, Anantapur, Bengaluru, Dharmapuri, Salem, Madurai, Kanyakumari | Jammu and Kashmir, Himachal Pradesh, Punjab, Haryana, Delhi, Uttar Pradesh, Madhya Pradesh, Maharashtra, Telangana, Andhra Pradesh, Karnataka, Tamil Nadu | 3,745  | 2,327  |     |  |
| 44 | 144       | (NH1C) NH44 near Domel, Katra | Jammu and Kashmir | 15     | 9.3    |     |  |
| 44 | 144A      | NH44 in Jammu, Akhnur, Naoshera, Rajauri, Punch | Jammu and Kashmir | 230    | 140    |     |  |
| 44 | 244       | (NH1B) NH44 near Khanabal, Symthanpass, Kishtwar, Doda, NH44 near Batote | Jammu and Kashmir | 246    | 153    |     |  |
| 44 | 344       | (NH72) NH44 near Ambala, (NH73) Dhanana, Saha, Yamunanagar, Saharanpur, NH334 near Roorkee | Punjab, Haryana, Uttarakhand | 173    | 107    |     |  |
| 44 | 344A      | NH44 near Phagwara, Banga, Nawanshahr, Balachur, NH205 near Rupnagar | Punjab, India | 88     | 55     |     |  |
| 44 | 344B      | NH44 near Phagwara, NH3 near Hoshiarpur | Punjab, India | 38     | 24     |     |  |
| 44 | 344M      | NH44 near Bankoli Village, Narela, Mundka, Najafgarh, Dwarka, NH248BB near Bhartal chowk | Delhi |        |        |     |  |
| 44 | 344N      | NH-344M near Dichaun Kalan in NCT of Delhi and terminating at its junction with NH-9 near Balaur village (Bahadurgarh Bypass) in the state of Haryana. | Delhi, Haryana |        |        |     |  |
| 44 | 344P      | NH-344M near Bawana Industrial Area in NCT of Delhi and terminating at its junction with NH-352A near Barwasini village (Sonipat) in the State of Haryana. | Delhi, Haryana |        |        |     |  |
| 44 | 444       | NH1 in Srinagar, Badgam, Pulwama, Shupiyan, Kulgam, NH44 near Quazigund | Jammu and Kashmir | 105    | 65     |     |  |
| 44 | 444A      | NH44 near Ambala, Saha, NH44 near Sahabad | Haryana | 42     | 26     |     |  |
| 44 | 544       | (NH47) NH44 near Salem, Coimbatore, Palakkad, Thrissur, NH66 near Ernakulum | Kerala, Tamil Nadu | 332    | 206    |     |  |
| 44 | 544D      | NH44 near Anantapur, Tadipatri, Kolimigundla, Owk, Banaganapalli, Giddalur, Cumbum, Thokapalli, Vinukonda, Narasaraopet, NH16 near Guntur | Andhra Pradesh | 417    | 259    |     |  |
| 44 | 544DD     | NH44 near Anantapur, Rayadurg, NH150A near Molakalmuru | Andhra Pradesh, Karnataka | 81.6   | 50.7   |     |  |
| 44 | 544E      | NH44 near Kodikonda checkpost, Lepakshi, Hindupur, Madakasira, Rolla, Agali, NH48 near Sira | Andhra Pradesh, Karnataka | 119.5  | 74.3   |     |  |
| 44 | 544F      | NH-44 near Maruru (Raptadu) connecting Itukalapalli, Husenapuram (Tadipatri), Nagireddipalli, Nallagatla, Diddalur, Kagitaalagudem (Cumbum), Rayayaram, Nuzendla, Kommalapadu, Kavuru, Phirangipuram, Medikonduru, Velavarthipadu and terminating at its junction with Vijaywada Inner Ring Road near Pedda Parimi | Andhra Pradesh |        |        |     |  |
| 44 | 544H      | NH44 near Thoppur, Mecheri, Mettur, Bhavani, Erode | Tamil Nadu | 94     | 58     |     |  |
| 44 | 744       | (NH208) NH44 near Tirumangalum, Srivilliputtur, Rajapalaiyam, Tenkasi, Puliyur, Punalur, Kottarakara, Kundara, Kadappakada, NH66 Chinnakada near Kollam | Kerala, Tamil Nadu | 232    | 144    |     |  |
| 44 | 744A      | NH-744 near Alampatti connecting Vadagarai, Nedummadurai, Eliyarpathi, Erukkilaivellur, Kondagai, Manalur, Kunnathur, Parayankulam, Thamaraipatti, Iraniyam, Usilampatti, Kulamangalam, Kalvellipatti, Tatampatti and terminating at its junction with NH-44 near Vadipatti in the State of Tamil Nadu (Madurai Ring Road) | |        |        |     |  |
| 44 | 844       | NH44 near Hosur, NH44 near Adiyamankottai | | 110    | 68     |     |  |
| 44 | 944       | (NH47B) NH44 near Kavalkinaru, Aralvaymozhi, NH66 near Nagerkoil | Tamil Nadu | 23     | 14     |     |  |
| 45 |           | (NH12) NH46 near Obaidullaganj, Bareli, Udaipura, Tendukheda, Rajmarg, Shahpura (Bhitoni) NH30 near Jabalpur, NH130 in Bilaspur | Madhya Pradesh, Chhattisgarh | 280    | 170    |     |  |
| 46 |           | (NH3) NH44 near Gwalior, Shivpuri, Guna, (NH12) Biora, Bhopal, (NH69) Obeddullaganj, Hoshangabad, Itarsi, NH47 near Betul | Madhya Pradesh | 604    | 375    |     |  |
| 46 | 146       | (NH86) NH52 near Dewas, Ashta, sehore, NH46 near Bhopal, Vidisha, NH44 near Sagar | Madhya Pradesh | 188    | 117    |     |  |
| 46 | 146A      | (NH86A) NH146 near Raisen, Gairatganj, Begumganj, near Rahatgarh | Madhya Pradesh | 188    | 117    |     |  |
| 46 | 146B      | NH46 near Budhni, Kosmi, Rehti, Nasrullahganj | Madhya Pradesh |        |        |     |  |
| 46 | 346       | NH46 near Jharkheda, Berasia, Vidisha, Kurwai, Mungawali, Chanderi | |        |        |     |  |
| 47 |           | (NH8A) NH27 near Bamanbore, Limbdi, (NH59) Ahmedabad, Godhra, Dahod, (NH59A) Indore, Harda (NH69) Betul, Saoner, NH44 near Nagpur | Gujarat, Madhya Pradesh, Maharashtra | 1,080  | 670    |     |  |
| 47 | 147       | (NH8C) NH47 near Sakhej, Gandhinagar, NH48 near Chilloda | Gujarat | 50     | 31     |     |  |
| 47 | 147A/51   | NH47 near Limbdi, Surendranagar, Kuda. NH147A is omitted and route absorbed in NH 51. | |        |        |     |  |
| 47 | 147D      | The highway starting from its junction with NH-47 near Limkheda connecting Hathidhara, Fulpari, Limdi and terminating at Gujarat/ Madhya Pradesh Border in the state of Gujarat | | 51.4   | 31.9   |     |  |
| 47 | 147E      | NH47 near Jhabua (Bypass), Nawagaon, Raipuriya | | 34.9   | 21.7   |     |  |
| 47 | 247       | NH47 near Dahegaon, Kamthi, Kuhi, Umred, Bhiwapur, Paoni, Adhyal, Pahela, Bhandara, NH753 near Ramtek | |        |        |     |  |
| 47 | 347       | (NH69A)NH47 near Multai, Chhindwara, NH44 near Seoni | Madhya Pradesh | 158    | 98     |     |  |
| 47 | 347A      | NH47 near Multai, Warud, Ashti, Arvi, Pulgaon, Wardha, Sevagram, Sonegaon, Hinganghat, Jamb, NH930 near Warora | |        |        |     |  |
| 47 | 347B      | NH-47 near Kheri, Asapur (excluding stretch from Ashapur to Khandwa) Khandwa, Chhegaon Makhan (excluding stretch from Chhegaon Makhan to Deshgaon ) Deshgaon, Khargone, Julwania, Thikri, Anjad, Barwani | Madhya Pradesh | 287    | 178    |     |  |
| 47 | 347BG     | NH347B near Deshgaon, Sanawad, Barwah, NH52 (Bhawarkua Chowk) at Indore | | 101.5  | 63.1   |     |  |
| 47 | 347C      | NH47 near Dhar, Gujri, Kalghat, Kasarwad, Khargone, Bistan, Baner, Palpadlya, Raver, Burhanpur | |        |        |     |  |
| 47 | 547       | (NH26B)NH47 near Saoner, Chindwara, NH44 near Narsinghpur | |        |        |     |  |
| 47 | 547E      | NH48 near Saoner, Dhapewada, Kalmeshwar, NH53 near Gondakheri | |        |        |     |  |
| 47 | 647       | NH347A near Arvi, Pimpalkuta, Kanrangna, Anji, Pavnar, NH361 near Wardha | | 53.8   | 33.4   |     |  |
| 47 | 947       | NH147 near Sarkhej, Viramgaon, Maliya, Dhrol, Jamnagar, Vadinar, Dwarka, Okha, omitted | | 487.8  | 303.1  |     |  |
| 48 |           | (NH8) Delhi, Bawal, Kotpuli, Jaipur, (NH79A) Kishangarh, (NH79) Nasirabad, (NH76) Chittorgarh, (NH8) Udaipur, Ahmedabad, Vadodara, Ankleshwar, (NH53) Surat, (NH3) Mumbai, (NH4) Thane, Pune, Satara, Karad, Kolhapur, Belagavi, Dharwad, Hubballi, Davangere Chitradurga, Tumakuru, (NH7) Bengaluru, (NH46) Krishnagiri, (NH4) Vellore, Chennai | Delhi, Haryana, Rajasthan, Gujarat, Maharashtra, Karnataka, Tamil Nadu                                                                                    | 2,807  | 1,744  |     |  |
| 48 | 148       | (NH11A) NH48 near Manoharpur, Dausa, NH23 near Lalsot | Rajasthan | 105    | 65     |     |  |
| 48 | 148A      | (NH236)NH48 near Gurgaon, Chhatarpur T-point, Andheria More, Mahrauli in Delhi | Delhi, Haryana | 14     | 8.7    |     |  |
| 48 | 148AE     | NH48 near Shiv Murti(Rangpuri), Nelson Mandela Marg near Vasant Kunj in the NCT of Delhi | |        |        |     |  |
| 48 | 148B      | NH48 near Kot Putli, Narnaul, Mahendergarh, Charkhi Dadri, Bhiwani, Hansi, Barwala, Mansa. Bathinda | |        |        |     |  |
| 48 | 148BB     | NH148B near Moonak, Lehra Gaga, Sunam | Punjab | 37.7   | 23.4   |     |  |
| 48 | 148C      | NH 48 at Km 280.300 intersecting NH-52 and terminating at its junction with NH-21 at km 222.750 | Rajasthan | 47     | 29     |     |  |
| 48 | 148D      | NH58 near Bheem, Parasoli, NH48/Gulabpura, Shahpura, Jahajpur, Shahpura, Hindoli, Nainwa, NH552 near Uniara | |        |        |     |  |
| 48 | 148M      | NH-48 near Vadodara connecting Bhaili, Samiyala, Laxmipura, Sangam, Padra, Dabhasa, Mahuvad, Kinkhlod, Pakiza Society in Borsad, Nisraya, Alarsa, Kosindra Indiranagar and terminating at Anklav in the State of Gujarat. | | 51.3   | 31.9   |     |  |
| 48 | 148N      | NH-48 near Dodka (Vadodara) connecting Godhra, Dahod in the state of Gujarat, Ratlam, Jaora in the state of Madhya Pradesh, Jhalawar, Kota, Sawai Madhopur, Lalsot, Dausa in the state of Rajasthan, Firozpur Jhirka and terminating at its junction with NH-248A near Sohna | |        |        |     |  |
| 48 | 148NA     | NH-148N near KMP Expressway connecting Kail Gaon, Ballabhgarh, Faridabad in the State of Haryana, New Agra Canal near Kalindi Kunj, DND Maharani Bagh and terminating at its junction with NH-9 near Sarai Kale Khan in the UT of Delhi. | Haryana, Delhi |        |        |     |  |
| 48 | 148NG     | NH-148N near Garoth Ujjain including spur of 3.200 Km. towards Badnewar and a spur of 7 Km. towards Dewas and terminating at its junction with NH-52 near Kshipra Bridge (Village Lohar Piplia) | Madhya Pradesh |        |        |     |  |
| 48 | 248       | (NH11C) old NH8 through Jaipur from km220 to km 273.50 | Rajasthan | 53     | 33     |     |  |
| 48 | 248A      | NH48 near Sahpura, Alwar, Ramgarh, Nuh NH48 near Gurgaon | |        |        |     |  |
| 48 | 348       | (NH4B) NH48 near Palspe, Jawaharlal Nehru Port | Maharashtra | 28     | 17     |     |  |
| 48 | 348A      | NH348 near Jawahar Lal Nehru Port Trust, Gavanphata, Palm Beach Road | |        |        |     |  |
| 48 | 348B      | NH348 near Ulwe (Padeghar), Hambhulpad, Kauli Belodak, Chirner, Sai, NH66 near Raigad (Barapada) | | 19.2   | 11.9   |     |  |
| 48 | 448       | (NH8) NH48 near Kishangarh, (NH79) Ajmer, NH48 near Nasirabad | Rajasthan | 57     | 35     |     |  |
| 48 | 548       | NH66 near Kalamboi, NH348 at km 16.687 Nasirabad | Maharashtra | 5      | 3.1    |     |  |
| 48 | 548A      | NH848A near Shahapur, Murbad, Karjat, Khalapur, Pali, Tale, Manmad, Agardanda | Maharashtra | 57     | 35     |     |  |
| 48 | 548B      | NH548C near Mantha, Deogoan Fata, Selu, Pathari, Sonpeth, Parali Vaijnath, Ambajogai, Renapurphata, Latur(NH361), Ausa, Omarga, Yenegur, Murum, Alur, Akkalkot, Nagasur, NH52karnataka border, Almel, Indi, Vijayapura, Tikota, Athani, Kagwad, chikkodi(NH160), Sankeshwar(NH48) | Maharastra, Karnataka | 572.92 | 356.00 |     |  |
| 48 | 548C      | NH48 near Satara, Koregaon, Mhaswad, Malshiras, Akluj, Tembhurni, Kurudwadi, Barshi, Yermala, Kalamb, Kaij, Dharur, Majalgaon, Partur, Watur, Mantha, Lonar, Mehkar, Janephal, Khamgaon, Shegaon, Akot, Anjangaon, Wadgaon, NH47 near Baitul; Mantha, Lonar, Mehkar, Chikhali, NH53 near Khamgaon | Maharashtra | 436.5  | 271.2  |     |  |
| 48 | 548CC     | NH-548C near Mehkar connecting Chikhali and terminating at its junction with NH-53 near Khamgaon | Maharashtra | 101.4  | 63.0   |     |  |
| 48 | 548D      | NH48 near Talegaon Dabhade, Chakan, Shikrapur, Nhavare, Srigonda, Jalgaon, Jamkhed, Patoda, Manjarsumba, Kaij, Ambajogai, Ghatnadur, Kingaon, NH361 near Chakur | Maharashtra | 392.0  | 243.6  |     |  |
| 48 | 548DD     | NH48 near Vadgaon, Katraj, Kondwa, Undri, (Mantarwadi Chowk), Vadki, Loni-Kalbhor, Theurphata, Kesanand, NH753F near Lonikand | | 16.4   | 10.2   |     |  |
| 48 | 548E      | NH548C near Mhasvad, Piliv, NH965 near Pandharpur | Maharashtra | 53.5   | 33.2   |     |  |
| 48 | 548H      | NH48 near Sankeshwar, Gadhinglaj, Ajara, Amboli, Madkhol, Sawantwadi, Insuli, NH66 near Banda | | 109.8  | 68.2   |     |  |
| 48 | 648       | (NH207) NH48 near Nelamangla, Dodaballapur, Devenhalli (NH44), Sarajpur, Bagalur, NH48 near Hosur | Karnataka, Tamil Nadu | 143    | 89     |     |  |
| 48 | 748       | (NH4A) NH48 near Belgaum, Anmod, Ponda, NH66 near Panaji | Karnataka, Goa | 160    | 99     |     |  |
| 48 | 748AA     | NH748 near Machhe, Piranvadi, Navage, Kinaye, Kusamalli, Jamboti, Kalmani, Kankumbi, Poriem, Matnee, Sanquelim | | 75.7   | 47.0   |     |  |
| 48 | 848       | NH48 near Thane, Nashik, Peint, Kaprada, NH48 near Pardi | Maharashtra | 309.0  | 192.0  |     |  |
| 48 | 848A      | NH48 near Zaroli, Dadra border, Pipriya (Piparia), Silvassa, Ultanfalia, Bhurkudfalia, Khadol, Surangi, VelugamDadra, Sutrakar, NH48 near Talasari | |        |        |     |  |
| 48 | 848B      | NH48 near Karembali Phatak, Bamanpunja, Dholar Road- Daman & Diu | |        |        |     |  |
| 48 | 948       | (NH209) NH48 near Bengaluru, Kanakapura, Malvalli, Kollagal, Chamarajnagar, Hasanur, Thimbam, Bannari, Sathyamangalam, Punjai Puliampatti, Annur, NH544 near Coimbatore | Karnataka, Tamil Nadu | 317    | 197    |     |  |
| 48 | 948A      | NH 648 & NH-48 near Dobaspete (Manne), Nijagal, Kengal, Gudemaranahalli, Harthi, Melahalli, Hulikeregunnur, Rayasandra, Banavasi, Thokasandra in the State of Karnataka connecting Achettipalli, Alur in the State of Tamil Nadu and terminating at its junction with NH-648 near Sarjapur | |        |        |     |  |
| 49 |           | (NH200) NH130 near Bilaspur, Janjgir, champa, Raigarh, Kanaktora, Jharsuguda, Kuchinda, Pravasuni, (NH6) Deogarh, Barakot, Palalaharba, KenduJhargarh, Bangriposchi, Baharagora, NH16 near Kharagpur | Chhattishgarh, Odisha, Jharkhand, West Bengal | 706    | 439    |     |  |
| 49 | 149       | (NH23) NH49 near Palalaharha, Talcher, NH55 near Nuahata | Odisha |        |        |     |  |
| 49 | 149B      | NH49 near Champa, Korba, Chhuri, NH130 near Katghora | |        |        |     |  |
| 50 |           | (NH218) Bidar, NH65 near Homanabad, Gulbarga, Jevargi, (NH13) Bijapur, Hospet, NH48 near Lakshraisagara | Karnataka | 544    | 338    |     |  |
| 50 | 150       | NH50 near Gulbarga, Yadagiri, NH167 near Devasuguru | Karnataka | 137    | 85     |     |  |
| 50 | 150A      | N50 near Jewargi, Siruguppa, Bellary, Challakere, Hiriyur, Chikkanayakanahalli, Nagamangala, Srirangapatna, Mysore, Nanjangud, NH-948 near Chamarajnagar | Karnataka | 618    | 384    |     |  |
| 50 | 150E      | NH-50 near Gulbarga, Chowdapur, Afzalpur, Akkalkot, Solapur, Vairag, NH-465 near Barshi | Karnataka, Maharashtra | 200    | 120    |     |  |
| 51 |           | (NH8E) Dwarka, Bhogat, Porbandar, Navibander, Shil, Mangrol, Somnath, Kodinar, Una, Mahuva, Talaja, Bhavnagar, Songadh, Gadhada, Botad, Ranpur, Limbdi, Surendranagar, Dhrangadhra, Kuda. | Gujarat | 627    | 390    |     |  |
| 51 | 151       | (NH8D) NH51 near Gadu, Vanthali Junagadh, NH27 near Jetpur | Gujarat | 99     | 62     |     |  |
| 51 | 151A      | NH51 near Dwarka, Khambaliya, Jamnagar, Dhrol, Amran, NH27 near Maliya [excluding from existing km.125 to Dhrol Junction (77.80 km) and from Pipalia junction-Maliya Junction (24 km) | |        |        |     |  |
| 51 | 251       | NH51 near Una, Ghoghla, NH51 near Kesaria | |        |        |     |  |
| 51 | 351       | NH51 near Mahuva, Saverkundla, Amreli, Bagasara, NH27 near Jetpur | |        |        |     |  |
| 51 | 351F      | junction with NH-351 near Amreli connecting ishvariya, Varasda, Pipariya, Toda, Lathy, Mahavirnagar, Chavand and terminating at its junction with NH-51 near Dhasa Chowk in the State of Gujarat. | |        |        |     |  |
| 51 | 751       | NH-51 (Nari Junction) near Bhavnagar connecting Bhavaliyari and terminating at the end of Dholera Industrial Zone in the State of Gujarat | Gujarat | 59     | 37     |     |  |
| 51 | 751D      | NH751 near Vataman Chowk, Fatepura, Valandapura, Indranaj, Tarapur, Lakulesh Nagar, NH64 near Dharmaj | |        |        |     |  |
| 51 | 751DD     | The highway starting from its junction with new NH-751D near Tarapur connecting Sojitra, Piplav, Sunav and terminating near Bandhani Chowk in the state of Gujarat. | |        |        |     |  |
| 52 |           | (NH71) Sangrur, (NH65) Narwana, Hisar, (NH11) Fatehpur, (NH12) Jaipur, Tonk, Kota, Aklera, Rajgarh, (NH3) Biora, Dewas, Indore, Sendhwa, (NH211) Dhule, Aurangabad, Beed, Osmanabad, (NH13) Solapur, (NH218) Bijapur, (NH63) Hubballi, Ankola | Punjab, Haryana, Rajasthan, Madhya Pradesh, Maharashtra, Karnataka                                                                                        | 2,317  | 1,440  |     |  |
| 52 | 152       | (NH65) NH52 near Narwana, Kaithal, (NH22) Ambala, NH7 near Panchkula | Haryana | 155    | 96     |     |  |
| 52 | 152A      | NH52 near Khanauri, Shergarh, Amo, Sangatpura, Nand, Sighwala, Sanghan, Mahal Kheri, Padala, Gandhi, NH52 near Kaithal | |        |        |     |  |
| 52 | 152D      | Junction with NH-152 near Gangheri (near Ismailabad), Kaul Dhatrath, Lakhan Majra, Kalanaur, Charkhi Dadri and terminating at its junction with NH-148B(Narnaul bypass) in the State of Haryana. | |        |        |     |  |
| 52 | 352       | (NH71) NH52 near Narwana, Jind, Rohtak, Jhajjar, Rewari, NH48 near Bawal | Haryana | 218    | 135    |     |  |
| 52 | 352A      | (NH352 near Jind, Gohana, NH334B near Sonipat | Haryana | 183.9  | 114.3  |     |  |
| 52 | 352R      | NH352 (Jhajjar Bypass), Dulhera, Daboda Khurd, Nuna Majra, NH9 (Bahadurgarh Bypass) | | 25.4   | 15.8   |     |  |
| 52 | 352W      | NH352 near Vijay Nagar(Rewari), Kakoria, Jaitpur, Pataudi, Jamalpur, Wazirpur, Harsaru, NH48 near Shaktinagar (Gurugram) | | 45.8   | 28.5   |     |  |
| 52 | 552       | (NH116) NH52 near Tonk, Uniara, Sawai Madhopur, Sheopur, Goras, Shampur, Sabalgarh, Morena, Porsa, Ater, Bhind, Mihona, Bhander, NH-27 near Chirgaon | Rajasthan, Madhya Pradesh, Uttar Pradesh | 486    | 302    |     |  |
| 52 | 552G      | NH52 near Jhalarapatan, Beenda, Dawal, Dongargaon,Soyat, Susner, Agar, Ghosla, Ghatia, Ujjain | Rajasthan, Madhya Pradesh | 165.4  | 102.8  |     |  |
| 52 | 652       | NH52 near Tuljapur, Andur, Naldurg, Hannur, NH150 near Akkalkot | | 71.8   | 44.6   |     |  |
| 52 | 752       | (NH90) Aklera, Atru, Baran | Rajasthan | 92     | 57     |     |  |
| 52 | 752B      | RJ/MP Border, Susner, Khilchipur, Biaora, Maksundangarh, Sironj | Rajasthan | 192.2  | 119.4  |     |  |
| 52 | 752C      | NH752B near Jirapur, (Pacher) Pachor, Shujalpur, NH86 near Ashta | Rajasthan | 138.2  | 85.9   |     |  |
| 52 | 752E      | NH752F near Paithan, Mungi, Bodhegaon, Ghogaspargaon, Ukhanda Chakla, Midsangvi, Shirur Kasar, Kholyachiwadi, Kharegaon, Dongarkinhi, Chumbli, Patoda, Pargaon Ghumra, Dighol, Khardaha | Maharashtra |        |        |     |  |
| 52 | 752G      | NH53 near Sendwa, Khetia, Shahada, Prakasha, Nandurbar, Visarwadi, Sakri, Satana, Deola, Chandvad, Manmad, Yeola, Kopargaon, NH160 near Shirdi | Maharashtra | 358.8  | 222.9  |     |  |
| 52 | 752H      | NH752G near Yevla, Andarsul, Rotegaon, Shivur, Devgaon, Ranagari, Dewashi, Daultabad, Khultabad, Phulambri Dabhadi, Rajur, NH753A near Deulgaon | Maharashtra | 200.8  | 124.8  |     |  |
| 52 | 752I      | NH752G near Kopargaon, Vaijapur, Lasur, Aurangabad, Jalana Watur, Mantha, Jintur, Aunda Nagnath, Basmat, Ardhapur, Tamsa, Himayatnagar, Dhanki Phulsawangi, Mahur, NH361 near Dhanoda | Maharashtra | 459.6  | 285.6  |     |  |
| 52 | 752K      | NH752I near Jintur, Bori, Zari, Parbhani, Gangakhed, Isad, Kingaon, Dhanora, Wadval, Nagnath, Gharani, Nalegoan, Latur, Nitur, Nilanga, Sirshi, Aurad Shajani, NH50 near Bhalki | Maharashtra | 241.4  | 150.0  |     |  |
| 53 |           | (NH6 old numbering) Hajira, Surat, Uchchhal, Dhule, Jalgaon, Nashirabad, Bhusawal, Akola, Amravati, Nagpur, Bhandara, Deori, Rajnandgaon, Durg, Raipur, Arang, Saraipali, Bargarh, Sambalpur, (NH200) Deograh, Dubri, Chandhikhol, (NH5A) Haridaspur, Paradip Port | Gujarat, Maharashtra, Chhattisgarh, Odisha | 1,781  | 1,107  |     |  |
| 53 | 153       | (NH216) NH53 near Saraipali, NH49 near Sarangarh | Chhattisgarh | 39     | 24     |     |  |
| 53 | 153B      | NH53 near Sarapal, Naktideul, Redhakhol, NH57 near Bauda | Odisha | 118    | 73     |     |  |
| 53 | 353       | (NH217) NH53 near Ghorai, Mahasamund, Bagbahra, Nauparha, NH59 near Khariar | Chhattisgarh, Odisha | 146    | 91     |     |  |
| 53 | 353B      | NH44 near Adilabad, Korpana, Vansadi, Gadchandur, Bamawada, Rajura, Gondpimpri, NH353C near Ashti | Maharashtra, Telangana | 141    | 88     |     |  |
| 53 | 353C      | NH53 near Sakoli, Warda, Armori, Gadchiroli, Chamorsi, Ashti, Allapalli, Repanpalli, Sironcha | Maharashtra, Telangana | 424    | 263    |     |  |
| 53 | 353D      | NH53 near Nagpur, Umred, Nagbhir, Brahmapuri, NH353C near Armori | Maharashtra | 137    | 85     |     |  |
| 53 | 353E      | NH353D near Umred, Bhisi Chimur, Anandvan, Waroda | Maharashtra | 90     | 56     |     |  |
| 53 | 353I      | NH53 near Wadi, Hingana, Tpoint, Essasani, Mihan, Outer Ring road, Gumgaon, Gumgaon, Salaidhabha, Butibori MIDC, Takalghat, Kapri Moreshwar, Asola, Dry Port at Sindi Railway, NH361 near Pavnar | Maharashtra | 73     | 45     |     |  |
| 53 | 353J      | NH53 near Nagpur, Kalmeshwar, Katol, Bharsingi, Jalaikheda, Warud, Chandur Bazar, Achalpur, NH548C near Paratwada | Maharashtra | 172    | 107    |     |  |
| 53 | 353K      | NH53 near Nandgaon Peth, Shirkhed, Morshi, NH347A near Warud | Maharashtra | 95.7   | 59.5   |     |  |
| 53 | 753       | NH53 near Duggipar, Goregaon, Gondia, Tirora, Tumsar, Usara, Jamb, Shiv, Ramtek, Parsheoni, Khapa, NH47 near Savner | Maharashtra | 208    | 129    |     |  |
| 53 | 753A      | NH53 near Malkapur, Buldhana, Chikhli, Deulgaon Raja, Jalna, NH52 near Aurangabad | Maharashtra | 205    | 127    |     |  |
| 53 | 753AB     | NH753A at Shendra MIDC ROB, Bhalgaon, Ghadivat, Bidkin, Shendurvada, Bargaon, Kasab Kheda Phata at junction of proposed Aurangabad Bypass on NH52 | |        |        |     |  |
| 53 | 753B      | NH53 near Shevali, Nizampur, Chhadvel, Nandurbar, Taloda, Akkalkura, Dediapada, NH953 near Netrang | Maharashtra, Gujarat | 178    | 111    |     |  |
| 53 | 753BB     | NH753B Nadurbar (Devmogra), Ghotane, Dondaicha, Bamne, Chillane, Kasbe, Shindkheda, NH52 near Songir Phata | |        |        |     |  |
| 53 | 753C      | NH753A (Jalna Bypass), Sindhkhed Raja, Dusrabid, Bibi, Sultanpur, Mehkar, Dongaon, kenwad, Malegaon Jahangir, Shelu bazar, Karanja, Bramhankhed, Kherda, Pimpalgaon, Vaghoda, Dashasar, Talegaon, NH347A near Pulgaon | |        |        |     |  |
| 53 | 753E      | NH753F near Ajanta, Buldana, NH53 near Khamgaon | Maharashtra | 100.8  | 62.6   |     |  |
| 53 | 753F      | NH53 near Jalgaon, Pahur, Ajanta, Sillod, Phulambri, Aurangabad, Newasa, Wadala Bahiroba, Ghodegaon, Ahmednagar, Shirur, Ranjangaon, Shikrapur, Pune, Paud, Mulshi, Tamhini, Nijampur, Mangaon, Mhasla, NH166C at Dighi Port | Maharashtra | 538.8  | 334.8  |     |  |
| 53 | 753H      | NH753F near Sillod, Bhokardan, Hasnabad, Rajur, Bawnepangri, Jalna, Ambad, NH52 near Wadigodri (Warigodri) | | 116.6  | 72.5   |     |  |
| 53 | 753J      | NH53 Jalgaon, Mehrun, Shiroli, Samner, Lasgaon, Pachora, Bhadgaon, Chalisgaon, Tambora, Nyaydongri, Pimperkhed, Nandgaon, Hisvahal, NH752G near Manmad | Maharashtra | 235    | 146    |     |  |
| 53 | 753L      | NH753F near Pahur, Jamner, Bodvad, Muktainagar, Burhanpur, NH347B near Khandwa | Maharashtra, Madhya Pradesh | 166.3  | 103.3  |     |  |
| 53 | 753M      | NH753A near Chikhali, Dhad, Mahora, Bhokardan, Hasanbad, NH752H | Maharashtra | 111.7  | 69.4   |     |  |
| 53 | 953       | NH53 near Songudh, Ahwa, Savad, NH60 near Pimpalgaon Baswant | Maharashtra, Gujarat | 198    | 123    |     |  |
| 54 |           | (NH15) Panthankot, Gurdaspur, Amritsar, Zira, Faridkot, (NH64) Bathinda, Bikaner, Sikar, near NH8 Jaipur | Punjab | 340    | 210    |     |  |
| 54 | 154       | (NH20) NH54 near Pathankot, Nurpur, Palampur, Jogindarnagar, (NH21) Mandi, Sundar Nagar, Ghaghas, Bilaspur, NH205 near Nauni | Punjab, Himachal Pradesh | 279    | 173    |     |  |
| 54 | 154A      | NH154 near Pathankot, Banikhet, Chamba, Bharmour | Punjab, Himachal Pradesh | 167    | 104    |     |  |
| 54 | 254       | NH54 near Mundki, Baghapurana, Salabatpura, Rampura, Maur, Takth Sri Damdama Sahib, NH54 near New Dabwali | Punjab, Haryana | 155    | 96     |     |  |
| 54 | 354       | NH54 near Gurdaspur, Derababa Nanak, Ramdas, Ajnala, Amritsar, Chabal Kalan, Bhikhiwind, Amarkot, Khem Kara (Indo-Pak Border), Arifke, Firozpur, Sadiq, Sri Muktsar Sahib (NH-754), Rupana, NH7 near Malaut | Punjab | 244.5  | 151.9  |     |  |
| 54 | 354B      | NH-354 near Dera Baba Nanak and terminating at Indo-Pak border | Punjab | 4.61   | 2.86   |     |  |
| 54 | 354E      | NH 54 near Dabwali, Sito Gunno, Abhohar on NH62 | Punjab | 50.89  | 31.62  |     |  |
| 54 | 754       | NH54 near Bhatinda, Muktsar, Saidoke, Jalalabad | Punjab | 70     | 43     |     |  |
| 54 | 754K      | The highway starting from its junction with new NH-54 near Sangariya connecting Hanumangarh, Suratgarh, Loonkarasar, Bikaner, Jodhpur, Thob, Pachpadra, Balotra, Sanchore in the state of Rajasthan, Tharad, Vav and terminating at its junction with NH-27 near Santalpur | |        |        |     |  |
| 54 | 954       | NH54 near Pakka Saharaha, Morjanda Khari, Mamakhera, Lalgarh Jattan, Banwala, 4LNP, NH62 near Kaluwala | |        |        |     |  |
| 55 |           | (NH42) NH53 near Sambalpur, Redhakhol, Angul, Nuahata, Dhenkanal, NH16 near Cuttack | Odisha | 264    | 164    |     |  |
| 55 | 655       | NH55 near Angul(Angul stadium), Mahidharpur, Satmile, Rasol, Bhapur, Athagarh, Gopinathapur, Totapada, NH55 near Krushnashyampur | | 85.8   | 53.3   |     |  |
| 56 |           | (NH79) NH27 near Chittaurgarh, (NH113) Nimbahera, Pratapgarh, Banswara, Jhalod, Umbi, NH47 near Dahod | Rajasthan, Madhya Pradesh, Gujarat | 290    | 180    |     |  |
| 56 | 156       | (NH79) NH56 near Nimbahera, Border to MP | Rajasthan, Madhya Pradesh | 10     | 6.2    |     |  |
| 56 | 756       | The highway starting from its junction with NH-56 near Bodeli connecting Jambugodha, Pavagarh and terminating at Halol bypass in Halol in the State of Gujarat. | | 46.8   | 29.1   |     |  |
| 57 |           | (NH224) NH26 near Balangir, Sonapur, Bauda, Dashapalla, Nayagarh, NH16 near Khordha | Odisha | 297    | 185    |     |  |
| 57 | 157       | NH57 near Purunakatak, Phulbani, Kalinga, Bhanjanagar, NH59 near Asika | | 156.1  | 97.0   |     |  |
| 57 | 157A      | NH157 near Phulbani, Jamujhari, Dutimendi, Khajuripada, NH57 near Madhapur | | 36.0   | 22.4   |     |  |
| 58 |           | (NH65)NH52 near Fatehpur, Ladnun, (NH89) Nagaur, Merta City, (NH8) Ajmer, Bayawar, Devgarh, (NH76A) Udaipur, Kumdal, Naya Kheda, Jhadol, Som, Nalwa Daiya, NH48 near Himatnagar | Rajasthan | 620    | 390    |     |  |
| 58 | 58EXT     | (NH76A)NH58 near Udaipur, Kumdal, Naya Kheda, Jhadol, Som, Nalwa Daiya, NH48 near Himatnagar | | 239.1  | 148.6  |     |  |
| 58 | 158       | (NH65A)NH58 near Merta, (NH-)Lambia, Ras, Bawra, Bayawar, Badnor, Asind, NH48 near Mandal | |        |        |     |  |
| 58 | 458       | (NH65A)NH58 near Ladnu, Khaatu, Degana, Merta City, Lambia, Jaitran, Bar, Raipur, NH58 near Bheem | |        |        |     |  |
| 58 | 758       | (NH76B)NH58 near Raj Samund, Bhilwara, NH27 near Mandalgarh | |        |        |     |  |
| 59 |           | (NH217) NH353 near Khariar, Titlagrah, Lankagarh, Baligurha, Surada, Asika, NH16 near Brahmapur | Odisha | 352    | 219    |     |  |
| 60 |           | (NH3) NH53 near Dhule, (NH50) Nashik, Sangammer, Ale, NH48 near Pune | Maharashtra | 395    | 245    |     |  |
| 60 | 160       | (NH3) NH60 near Nashik, NH48 near Thane | Maharashtra | 149    | 93     |     |  |
| 60 | 160A      | NH60 near Sinnar, Pandhurli, Dhamangaon, NH160 near Khambale, Trimbakeshwar, Mokhada, Jawhar, Vikramgad, Manor near NH-48, Palghar | | 232.5  | 144.5  |     |  |
| 60 | 160B      | NH160 near Zagade Phata, NH752G near Kopargaon | | 7.0    | 4.3    |     |  |
| 60 | 160C      | NH160 near Rahuri, NH753F near Shani Shinganapur | | 26.3   | 16.3   |     |  |
| 60 | 160D      | NH60 near Nandur Shingote, Dighe, Talegaon, Loni, NH160 near Kolhar | | 47.6   | 29.6   |     |  |
| 60 | 160H      | NH60 near Malegaon, Chaugaon, Kusumbe, Mehargaon, Khwathi, Lamkhani, Shewade, Dondaicha, Sarangkheda, Sawalde, NH752G near Shahada | | 129.6  | 80.5   |     |  |
| 61 |           | (NH222) NH160 near Bhiwandi, Kalyan, Murbad, Ale, Ahmednagar, Tisgaon, Pathardi, Yeli, Kharwandi, Padalshingi, Majalgaon, Parbhani, Nanded, Bhokar, Bhainsa, NH44 near Nirmal | Maharashtra, Telangana | 652    | 405    |     |  |
| 61 | 161       | (NH65) NH65 near Sangareddy, Nanded (NH61), Hingoli, Washim, NH53 near Akola | Maharashtra | 429.8  | 267.1  |     |  |
| 61 | 161A      | (NH548C) NH548C near Akot, Patsul, Akola, Barshi Takli, Shelu bazaar, Mangrulpir, Manora, Digras, Arni, Dhanoda(Overlap), Mahur, Sarkhani, Kinvat, Islapur, Himayatnagar, Bhokar, Mudkhed(Overlap), Nanded, Osmanpur, Kautha, Mukhed, Barhali, Mukrabad, Lakhmapur, Sawarmal, Nangarga, vazzar, Aurad, Tuljapur, Mustapur, Markhal, Nawadgeri - junction with Bidar Ring Road | Maharashtra, Karnataka | 482.3  | 299.7  |     |  |
| 61 | 161AA     | NH161 near Sangareddy, Narsapur, Tooprtan, Gajwel, Pragnapur, Jagdevpur, Bhuvanagiri-junction with NH163 near Choutuppal | Telangana | 123.4  | 76.7   |     |  |
| 61 | 161B      | NH161 near Nizampet, Moodguntal, Narayanakhed, Manoor, Bellapur, Pulkurthi, Pipri, Ibrahimpur, Nyalkal, Athnoor, Dappur, Telangana/Karnataka border | Telangana | 51.5   | 32.0   |     |  |
| 61 | 161BB     | NH161 near Madnoor, Sonala, Thadi Hipperga, Limboor, Sirpur, Pothangal, Kotagiri, Rudrur, NH63 near Bodhan | Telangana | 71.6   | 44.5   |     |  |
| 61 | 161E      | NH161 near Washim, Bhoyar, Shelgaon, Mangrulpir, Poghat, Karanja, Kamargaon, NH53 near Hivra Bk | Maharashtra | 105    | 65     |     |  |
| 61 | 161G      | NH161G Jalgaon Jamod, NH930 near Khaknar | Maharashtra |        |        |     |  |
| 61 | 161H      | NH161G near Jalgaon Jamod, NH53 near Nandura | Maharashtra | 25.2   | 15.7   |     |  |
| 61 | 361       | (NH52) NH52 near Tuljapur, Ausa, Latur, Ahmedpur, NH161 near Nanded, Hadgaon, Umerkhed, Yavatmal, Wardha, (NH44) NH44 near Patan Bori | Maharashtra | 548    | 341    |     |  |
| 61 | 361B      | (NH361) NH361 near Kalamb road, Ralegaon, Kapsi, Sirasgaon, Vadner, NH44 near Wadki | Maharashtra | 50.5   | 31.4   |     |  |
| 61 | 361C      | (NH361) NH361 near Digras, Donad, Darwha, Karanja, Mozor, NH53 near Murtijapur | Maharashtra | 101.2  | 62.9   |     |  |
| 61 | 361F      | NH361 near Loha, Palam, Gangakhed, Parli Vaijnath, Telgaon, Wadvani, Beed, Arvi, Kharwandi | | 209.0  | 129.9  |     |  |
| 61 | 361H      | (NH752F) NH752F near Parali Vaijnath, Dharmapuri, Pangaon, Renapur Phata | Maharashtra | 60     | 37     |     |  |
| 61 | 461B      | NH161 near Hingoli, Namdeo, Narsi, Sengaon, Sakhara, Risod, NH753C near Malegaon | Maharashtra | 105.4  | 65.5   |     |  |
| 61 | 561       | (NH61) NH61 near Ahmednagar, Ashti, Chichondi Patil, Kada, Rajuri, Jamkhed, Otherla, Pitthi, Shirapur, NH52 near Beed | Maharashtra | 141.9  | 88.2   |     |  |
| 61 | 561A      | (NH61) NH61 near Ahmednagar, Karmala, Tembhurni, Parite, Karkamb, Pandharpur, Mangalwedha, NH52 near Vijapur | Maharashtra | 289.5  | 179.9  |     |  |
| 61 | 761       | NH61 near Belhe, Alkuti, Devibhoyare, Nighoj, NH753F near Shirur | | 49.0   | 30.4   |     |  |
| 62 |           | (NH15) Abohar, Ganganagar, Suratgarh, Lunkaransar, (NH89) Bikaner, (NH65) Nagaur, Jodhpur, (NH14) Pali, Sirohi, Pindwara | Punjab, Rajasthan | 748    | 465    |     |  |
| 62 | 162       | (NH14) Bar, Pali, Marwad, Nadol, Desuri, Kumbalgarh, Haldighati, Nathdwara, Mavli, Bhatevar | Rajasthan | 273    | 170    |     |  |
| 62 | 162A      | NH162 near Mavli, Fatehnagar, Dariba, Railmagra, NH758 near Khandel | |        |        |     |  |
| 62 | 162EXT    | NH62 near Pali, Marwad, Nadol, Desuri, Kumbalgarh, Haldighati, Nathdwara, Mavli, Bhatevar | | 183.9  | 114.3  |     |  |
| 63 |           | NH548C near Barshi, Yedshi, Dhoki, Murud, Latur, Renapur, Nalegaon, Dighoi, Udgir, Deglur, Adampur, Khatgoan, Sagroli, Bodhan, Nizamabad, Metpalli, Jagtial, Mancherial, Chennur, Sironcha, Bijapur, Jagdalpur, Kotapad, NH26 near Boriguma | Maharashtra, Chhattisgarh, Odisha, Telangana | 860    | 530    |     |  |
| 63 | 163       | (NH202) NH63 near Bhopalpatnam, Venkatapuram, Eturunagaram, Warangal, Jangaon, Bhuvanagiri, Chadherghat, Mahatma Gandhi Bus station, Hyderabad City | Chhattisgarh, Telangana | 447.1  | 277.8  |     |  |
| 63 | 163A      | Geedam(Gidam) on NH-63 and terminating at Dantewara | Chhattisgarh, Telangana | 12.6   | 7.8    |     |  |
| 63 | 363       | Sironcha, Kaleshwaram, Mahadevpur, Bhupalpally, Parkal, Atmakur (old route absorbed by NH 353C) NH63 near Indaram (Mancherial), Mandamarri, Bellampalli, Tandur, Rebbana, Asifabad, Wankidi - Maharashtra border | Telangana | 94.6   | 58.8   |     |  |
| 63 | 563       | NH63 near Mancherial, Ramagundam, Peddapalli, Karimnagar, Huzurabad, Warangal, Mated, NH365A near Khammam | Chhattisgarh, Telangana | 240.8  | 149.6  |     |  |
| 64 |           | (NH8) NH48 near Ahmedabad, (NH228) Anand, Dandi | Gujarat | 332    | 206    |     |  |
| 65 |           | (NH9) NH48 near Pune, Indapur, Solapur, Umarga, Homnabad, Zahirabad, Hyderabad, Suryapet, Kodad, Vijayawada, Vuyyuru, Pamarru, NH216 near Machilipatnam | Maharashtra, Karnataka, Telangana, Andhra Pradesh | 926    | 575    |     |  |
| 65 | 165       | (NH214) NH65 near Pamarru, Mandavalli, Pallevada, Digamarru, NH216 near Narsapur. | Andhra Pradesh | 107    | 66     |     |  |
| 65 | 265       | NH65 near Hyderabad, Siddipet, Near NH563 Karimnagar | Telangana | 163    | 101    |     |  |
| 65 | 365       | Near NH65 Suryapet, Arvapally, Danthalapally, Maripeda Mahabubabad, Narsampet, Near NH163 Mallampalli. | Telangana | 170    | 110    |     |  |
| 65 | 365A      | Near NH65 par Kodad, Khammam, NH365 at Kuravi. | Telangana | 75     | 47     |     |  |
| 65 | 365B      | NH65/NH365 near Suryapet, Jangaon Siddipet, Siricilla | Telangana | 267    | 166    |     |  |
| 65 | 365BB     | NH65 near Suryapet, Mothey, Khammam, Wyra, Thallada, Mittapalli, Kalluru, Sattupalli, Ashwaraopet, Jeelugumilli, Buttaigudem, Kannapuram, Pattiseema, Tallapudi, NH16 near Kovvur | Andhra Pradesh, Telangana | 279.3  | 173.5  |     |  |
| 65 | 365BG     | NH-365BB near Thallampadu connecting Madhulapalli, Basvapuram, Siripuram (KG), Chandrupatla, Yerragunta, Thumbur in the state of Telangana, Lingagudem, T.Narasapuram, Borrampalem, Vallampatla, Devulapalli, Rajavaram, Vadalakunta and terminating at its junction with NH-16 near Devarapalle in the State of Andhra Pradesh. | Telangana, Andhra Pradesh |        |        |     |  |
| 65 | 465       | NH65 near Mohol, Kurul, Mandrup, Basavanagar, Walsang, NH65 near Tandulwadi | | 106.3  | 66.1   |     |  |
| 65 | 565       | NH65 near Nakerakal, Nalgonda, Markapur, NNH 71 Near Yerpedu | Andhra Pradesh, Telangana | 600    | 370    |     |  |
| 65 | 765       | NH65 near Hyderabad, Srisailem, Near NH565 Junta. | Andhra Pradesh, Telangana | 176    | 109    |     |  |
| 65 | 765D      | Hyderabad (junction at outer ring road) connecting Narsapur, Rampur, and terminating at Medak | Telangana | 54     | 34     |     |  |
| 65 | 965       | NH65 near Mohl, Pandharpr, Malshiras, Pjaltan, Nira, Jejuri, Saswad, Pune | |        |        |     |  |
| 65 | 965C      | NH65 near Mohl, Pandharpr, Malshiras, Pjaltan, Nira, Jejuri, Saswad, Pune | |        |        |     |  |
| 65 | 965D      | NH65 near Kedagaon, Supe, Morgaon, Nira, Lonand, Wathar, NH48 near Wade Phata (Satara) | | 96.3   | 59.8   |     |  |
| 65 | 965DD     | NH965D near Lonand, Andori, Shirwal, Bhor, Apti, Mahad, Mandangarh, Pacharal (with connection to birthplace of Baba Saheb Ambedkar) | | 166.3  | 103.3  |     |  |
| 65 | 965G      | NH65 near Patas, Baramati, Indapur, Akluj, Velapur, Sangola, Bhalwani, Kadlas, NH166E near Jat | |        |        |     |  |
| 66 |           | (NH17) NH48 near Panvel, Indapur, Mahad, Rajapur, Kudal, Panaji, Margao, Karwar, Honavar, Udupi, Mangalore, Kasaragod, Kannur, Kozhikode, Ponnani, Guruvayoor, NH544 near Edappalli, (NH47) Ernakulam, Alappuzha, Kollam, Attingal, Thiruvananthapuram, NH44 near Kanyakumari | Maharashtra, Goa, Karnataka, Kerala, Tamil Nadu | 1,593  | 990    |     |  |
| 66 | 166       | (NH204) Ratnagiri, Tink, Pali, NH48 near Kolhapur | Maharashtra | 149    | 93     |     |  |
| 66 | 166A      | NH66 near Vadkhal, Alibag | |        |        |     |  |
| 66 | 166D      | NH66 near Pen, Ransai, NH548A near Madh (Mahad Ashtvinayak) | | 26.4   | 16.4   |     |  |
| 66 | 166E      | NH166C near Guhagar, Chiplun, Patan, Karad, Kadegaon, Vita, Khanapur, Nagaj, Jat, NH52 near Vijapur | |        |        |     |  |
| 66 | 166F      | NH66 near Mahad, Raigad Fort | | 28.3   | 17.6   |     |  |
| 66 | 166G      | NH66 near Talere (Talera), Vaibhavawadi, Gaganbawada (Bavda), NH48 near Kolhapur | | 87.1   | 54.1   |     |  |
| 66 | 166H      | NH166 near Sangli, NH48 near Peth Naka | |        |        |     |  |
| 66 | 166S      | NH66 near Dhargalim, Mopa Airport near Varconda | Goa |        |        |     |  |
| 66 | 266       | NH166E near Jat, Kavathe Mahnkal, Shirdhona, Tasgaon, Palus, NH166E near Karad | |        |        |     |  |
| 66 | 366       | (NH17A) NH66 near Cortalim, Vasco, Monnugao Port | Goa | 10     | 6.2    |     |  |
| 66 | 566       | (NH17B) NH748 near Ponda, Verna, NH366 near Vasco | Goa | 12.2   | 7.6    |     |  |
| 66 | 766       | (NH212) NH66 near Kozikode, Kalpetta, Gundlulpet, Mysore, NH948 near Kollegal | Kerala, Karnataka | 268    | 167    |     |  |
| 66 | 766C      | NH66 near Byndur, Kollur, Hosanagara, Anandapura, Shikarpur, Masur, NH48 near Rainibennur | Karnataka | 198.5  | 123.3  |     |  |
| 66 | 766E      | NH-66 near Kumta connecting Devimane, Ammenalli, Kolagibees, Hanumanthi, Sirsi, Yekkambi, Balihalli, Akki Alur, Aladakatti and terminating at its junction with NH-48 (Haveri Bypass) | Karnataka | 127.68 | 79.34  |     |  |
| 66 | 766EE     | NH-66 near Hattikeri and terminating at Belekeri Port | Karnataka | 4.27   | 2.65   |     |  |
| 66 | 966       | (NH213) NH66 near Ferokh, NH544 near Palakkad | Kerala | 122    | 76     |     |  |
| 66 | 966A      | (NH47C) NH544 near Kalamassery, NH66, Vallarpadam, Ernakulam | Kerala | 15     | 9.3    |     |  |
| 66 | 966B      | (NH47A) NH66, Willington Island near Kochi, Ernakulam | Kerala | 8      | 5.0    |     |  |
| 67 |           | Ramanagara, (NH63) NH48 near Dharwad, (Exit) NH48 near Hubballi, Gadag, Koppal, Hosepet, Bellary, Gooty, Tadapatri, Muddanuru, NH40 near Mydukur, Badvel, Atmakur, Nellore, Krishnapatnam | Karnataka, Andhra Pradesh | 741    | 460    |     |  |
| 67 | 67EXT     | Maidukuru (NH-40) - Badvel - Atmakur - Nellore - Krishnapatnam | | 215.7  | 134.0  |     |  |
| 67 | 167       | NH67 near Bellary, Adoni, Mantralayam, Raichur, Makhtal, NH44 near Badepalli | Karnataka, Andhra Pradesh, Telangana | 264    | 164    |     |  |
| 67 | 167A      | AP/Telangana border, Piduguralla, Narsaraopet, Chilakaluripet, Chirala on NH-216, Vodarevu in AP | |        |        |     |  |
| 67 | 167B      | Mydukuru market junction i.e. intersection with NH-67, Onipenta, Porumamilla, Kammavaripalli village on MDR 4809, Rajasaheb Peta, Tekuri peta, Seetharamapuram, Kothapalli, Ambavaram, Ganeshunipalli, Darsi Gunta (D.G)Peta, Chandrasekharapuram, Kmovilampadu, Khamampadu, Bookapuram, Tumalgunta, Pamaru, Nuchhupada, Inimerla, Lakshmi Narsapuram, Mopadu, Botalagudur, Ayyavaripalli, Malakonda, ChundiAyyavaripalem, Chundi, Veletivaripalem, Pokuru, Nukavaram, Badevaripalem, Cherlopalem, Kundukur, Malyadri Colony, Oguru, Kanumalla, NH16 at Singarayakonda in AP                            | |        |        |     |  |
| 67 | 167BG     | NH 167B at Seetharampuram connecting Udaygiri, Dathuluru and terminating at its junction with NH 16 near Kavali | Andhra Pradesh | 104.36 | 64.85  |     |  |
| 67 | 367       | NH67 near Bhanapur, Kukunur, Yelburga, Gajendragad, Badami, Guledagudda, Bagalkot, NH52 near Gadankeri | Karnataka | 157    | 98     |     |  |
| 67 | 367A      | NH67 near Koppal, NH50 near Metgal | Karnataka | 22.7   | 14.1   |     |  |
| 68 |           | (NH15) Jaisalmer, Barmer, Sanchor, Tharad, Bhabhar, Radhanpur, Kamalpur, Khakhal, Roda, Dunawada, Patan, Chansama, Mahesana, Kherva, Gojairiya, Sama, Churada, Kuvadara, NH48 near Pranti | Rajasthan, Gujarat | 660    | 410    |     |  |
| 68 | 68EXT     | Tharad, Radhnapur, Kamalpur, Khakhal, Roda, Dunawada, Patan, Chansama, Mahesana, Kherva, Gojairiya, Sama, Churada, Kuvadara, NH48 near Prantij | | 235.4  | 146.3  |     |  |
| 68 | 168       | NH68 near Tharad, Dhanera, Panthvada; NH62 near Sirohi | |        |        |     |  |
| 68 | 168A      | NH68 near Sanchore, Dhanera, NH27 near Deesa | |        |        |     |  |
| 68 | 968       | NH-68 near Bhadasar and terminating at Sarkaritala near Pakistan border | Rajasthan |        |        |     |  |
| 69 |           | (NH206) NH66 near Honnavar, Shimoga, (NH234) Banavar, Hulyar, Sira, Madhugiri, Chintamani, (NH4) Mulbagal, Palmaner, NH40 near Chittor | Karnataka, Andhra Pradesh | 625    | 388    |     |  |
| 69 | 169       | (NH13) NH69 near Shimoga, Tirthahalli, Koppa, Karkal, NH66 near Mangalore | Karnataka | 215    | 134    |     |  |
| 69 | 169A      | NH-169 near Thirthahalli, Agumbe, Hebri, NH-66 near Udupi | Karnataka | 87     | 54     |     |  |
| 69 | 369       | (NH13) NH69 near Shimoga, Channagiri, Holalkere, NH48 near Chitradurga | Karnataka | 105    | 65     |     |  |
| 69 | 369E      | NH69 near Sagar, Huvinahalli, Holebaglu, Kalasavalli, Sighanadoor, NH766C near Marakutuka | Karnataka | 67.2   | 41.8   |     |  |
| 70 |           | NH25 near Munabao, Sundra, Myajlar, Dhanana, Asutar, Ghotaru, Loghewala, NH68 near Tanot | Rajasthan | 274.1  | 170.3  |     |  |
| 71 |           | (NH205) NH42 near Madanpalle, Pileru-Tirupati, Renigunta, NH16 Near Naidupeta | Andhra Pradesh | 108    | 67     |     |  |
| 73 |           | (NH234) NH66 near Mangaluru, (NH206) Banavara, Arsikere, NH48 near Tumkur | Karnataka | 316    | 196    |     |  |
| 73 | 173       | NH73 near Mudigere, Chikmagalur, NH69 near Kadur | Karnataka | 72     | 45     |     |  |
| 73 | 373       | NH73 near Belur, Hassan, Holenarasipura, NH275 near Bilikere | Karnataka | 127.1  | 79.0   |     |  |
| 75 |           | (NH48) NH73 near Bantval, Hassan, (NH4) Nelamangala, Bengaluru, Kolar, (NH234) Mulbagal, Tayalur, Venkatagirikota, Pernampet, Gudiyattam, Katpadi, NH48 near Vellore | Karnataka, Tamil Nadu | 533    | 331    |     |  |
| 75 | 275       | NH-75 near Bantwal, Puttur, Sullia, Madikeri, Kushalanagar, Bylakuppe, Hunsur, Mysore, Srirangapatna, Mandya, Ramanagaram, NH75 near Bengaluru (Bangalore) | Karnataka | 367    | 228    |     |  |
| 75 | 275K      | NH275 near Hinkal village, NH275/NH150A near Columbia Asia Hospital, NH766/NH150A near APMC Bandipalya, NH275 near Hinkal Village around Mysore city | Karnataka | 41.5   | 25.8   |     |  |
| 77 |           | (NH66) NH48 near Krishnagiri, Uttangarai, Tiruvannamalai, Gingee, NH32 near Tindivanam | Tamil Nadu | 177    | 110    |     |  |
| 79 |           | (NH68) NH44 near Salem, Attur, NH38 near Ulundurpettai | Tamil Nadu | 137    | 85     |     |  |
| 79 | 179A      | NH79 near Salem, Ayothiapattinam, Pappireddipatti, Harur, Uthangarai, Thirupathur, NH48 near Vaniyambad | Tamil Nadu |        |        |     |  |
| 79 | 179B      | NH179A near Harur, NH32 near Tambaram | |        |        |     |  |
| 79 | 179D      | NH179B near Semmambadi, Chetpet | |        |        |     |  |
| 81 |           | (NH67) NH544 near Coimbatore, Palladam, Karur, Krishnarayapuram, (NH227) Tiruchirappalli, Lalgudi, Kallakudi, Kizhapalur, Udaiyarpalaiyam, Jayamkondacholapuram, Gangaikondacholapuram, Kattumannarkoil, Komarakshi, NH32 near Chidambaram | Tamil Nadu | 340    | 210    |     |  |
| 81 | 181       | (NH67) NH81 near Coimbatore, Mettuppalayam, Udagamandalam (Ooty), Gudalur, NH766 near Gundulpet | Karnataka, Tamil Nadu | 211    | 131    |     |  |
| 81 | 381       | NH544 in Avinashi, Tirupur, NH81 near Avinashipalaiym | Tamil Nadu | 31.8   | 19.8   |     |  |
| 81 | 381A      | NH81 near Vellakoil, Mettupalayam, Ayyampalayam, Kumarandisavadi, Muthur, Muthainvalasu, Elumathur, Modakuruchi, Thannerpanthal, Sakthi Nagar (in Erode), Pallipalayam, Veppadai, Padaiveedu, NH544 near Sankakiri | Tamil Nadu | 72     | 45     |     |  |
| 81 | 381B      | NH81 near Musiri, Thottiyam, Ezlurpatty, Meikalnaikanpatty, NH44 near Namakkal | |        |        |     |  |
| 83 |           | (NH209) NH544 near Coimbatore, Pollachi, (NH45) Dindigul (NH67) Tiruchchirappali, Thanjavur, Thiruvarur, NH32 near Nagappattinam | Tamil Nadu | 394    | 245    |     |  |
| 83 | 183       | (NH45) NH83 near Dindigul, (NH220) NH85 near Teni, Uttamapalayam, Cumbum, NH185 near Kumily, NH183A near Vandiperiyar, Peermedu, Mundakkayam, Kanjirappali, Kodungoor, Pampady, Kottayam, Changanassery, Chengannur, NH183A near Bharanikavu, NH744 near Kundara, Anchalumoodu, Thevally, NH66 near Kollam | Kerala, Tamil Nadu | 322    | 200    |     |  |
| 83 | 183A      | NH183 near Vandiperiyar, Gavi, Plappally, Lahai, Perunad, Vadasserikkara, Kumplampoika, Mannarakulanji, Mylapra, Pathanamthitta, Omalloor, Kaipattoor, Thatta, Anandapally, Adoor, Kadampanad, Bharanikavu, Sasthamkotta, NH-66 near Titanium Junction in Kollam Metropolitan Area | Kerala | 157    | 98     |     |  |
| 83 | 383       | NH-83 near Dindigul connecting Kosavapatti, Sanarpatti, Gopalpatti, Natham, Samuthirapatti and terminating at its junction with NH-38 near Kottampatty in the State of Tamil Nadu. | Tamil Nadu | 50     | 31     |     |  |
| 85 |           | (NH49) NH66 near Kochi, Ernakulam, Moovttupuzha, Kothamangalam, Neriamangalam, Adimali, Munnar, Devikulam, Bodi, Theni, Madurai, (NH230) Tiruppuvanam, Sivaganga, Tondi point | Kerala, Tamil Nadu | 413    | 257    |     |  |
| 85 | 185       | NH85 near Adimali, Keerithodu, Thadiyampad, Cheruthoni, Vellayamkudi, Kattappana, Anavilasam, NH183 near Kumily | Kerala | 84     | 52     |     |  |
| 85 | 785       | Pandian Hotel Junction in Madurai, Naganagulam, Ayyar, Bungalow, Oomachikulam, Vembarali, Vathipatti, Chatthirapatti, Chinnapatti, Natham, NH38 near Tovarankurichchi | | 60.3   | 37.5   |     |  |
| 87 |           | (NH49) NH38 near Tiruppuvanam, Manamadurai, Ramanathapuram, Rameswaram, Dhanushkodi | Tamil Nadu | 154    |        |     |  |

- NH No. - highway number
- OSM Rel. - relation identifier and link to the road in OpenStreetMap
- States - states through which the highway runs
- Length - total length of the highway in kilometers
- Route - major towns along the route with the previous highway numbers shown in parentheses

## Tổng chiều dài quốc lộ
| Số thứ tự | Bang/Lãnh thổ liên bang     | Chiều dài QL tính đến 01.03.2022 (km) |
| --------- | --------------------------- | ------------------------------------- |
| 1         | Andhra Pradesh              | 6,913                                 |
| 2         | Arunachal Pradesh           | 2.537                                 |
| 3         | Assam                       | 3.909                                 |
| 4         | Bihar                       | 5,358                                 |
| 5         | Chandigarh                  | 15                                    |
| 6         | Chhattisgarh                | 3,606                                 |
| 7         | Delhi                       | 157                                   |
| 8         | Goa                         | 293                                   |
| 9         | Gujarat                     | 6,635                                 |
| 10        | Haryana                     | 3.166                                 |
| 11        | Himachal Pradesh            | 2,607                                 |
| 12        | Jammu và Kashmir            | 2,423                                 |
| 13        | Jharkhand                   | 3,367                                 |
| 14        | Karnataka                   | 7.335                                 |
| 15        | Kerala                      | 1.782                                 |
| 16        | Madhya Pradesh              | 8,772                                 |
| 17        | Maharashtra                 | 17,757                                |
| 18        | Manipur                     | 1.750                                 |
| 19        | Meghalaya                   | 1.156                                 |
| 20        | Mizoram                     | 1,423                                 |
| 21        | Nagaland                    | 1.548                                 |
| 22        | Odisha                      | 5,762                                 |
| 23        | Puducherry                  | 27                                    |
| 24        | Punjab                      | 3,274                                 |
| 25        | Rajasthan                   | 10,618                                |
| 26        | Sikkim                      | 463                                   |
| 27        | Tamil Nadu                  | 6,742                                 |
| 28        | Telangana                   | 3,795                                 |
| 29        | Tripura                     | 854                                   |
| 30        | Uttar Pradesh               | 11,737                                |
| 31        | Uttarakhand                 | 2.949                                 |
| 32        | Tây Bengal                  | 3,664                                 |
| 33        | Quần đảo Andaman và Nicobar | 331                                   |
| 34        | Dadra và Nagar Haveli       | 31                                    |
| 35        | Daman và Diu                | 22                                    |
|           | TOÀN BỘ                     | 140995 km                             |